# Campeonato de Primera Nacional 2021
El Campeonato de Primera Nacional 2021 fue la trigésima séptima edición del certamen, segunda categoría del fútbol argentino. Participaron treinta y cinco equipos, comenzó el 12 de marzo y finalizó el 21 de diciembre.

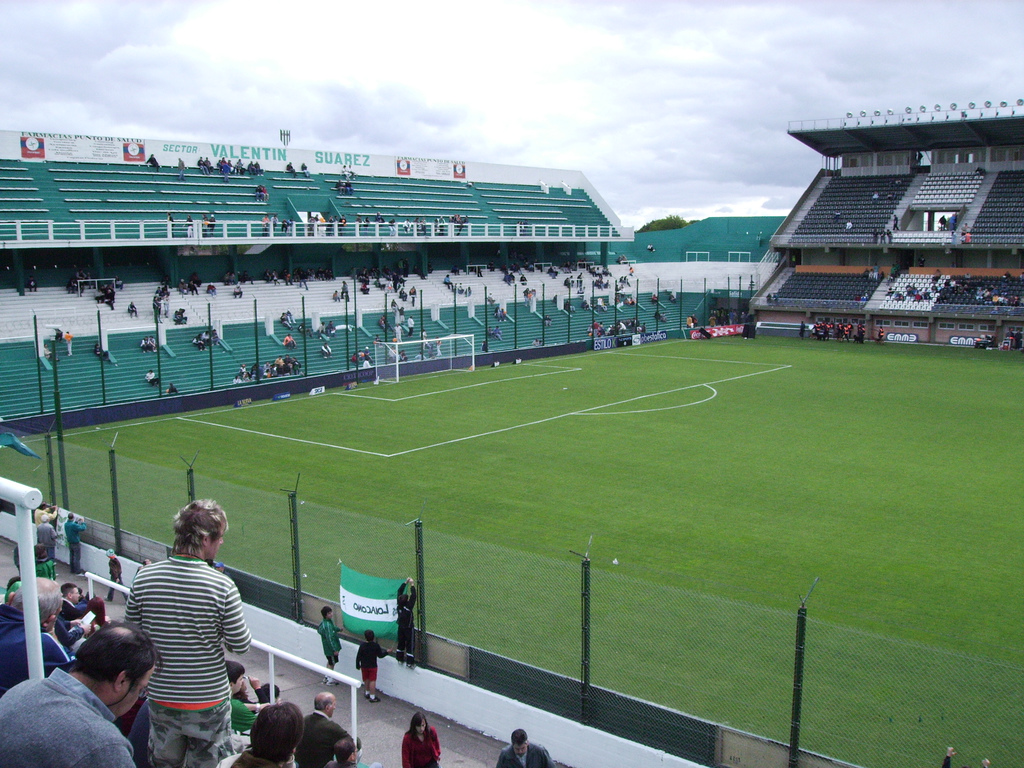
Estadio Florencio Sola, sede de la final, en la que se enfrentaron Tigre y Barracas Central.

Consagró campeón al Club Atlético Tigre, que obtuvo el ascenso a la Primera División. En el torneo reducido, el Club Atlético Barracas Central logró el segundo ascenso.
Los nuevos participantes fueron los tres equipos ascendidos de la Primera B 2020: Almirante Brown, que volvió después de su última participación en la temporada 2013-14; Tristán Suárez, que hizo su estreno en la categoría; y San Telmo, también debutante. Además, se sumaron los dos ascendidos del Torneo Federal A 2020, el campeón, Güemes, de Santiago del Estero, en su primera participación, y el ganador de la Reválida, Deportivo Maipú, que regresó luego de su última intervención en la edición 1991-92.

## Ascensos y descensos
| Descendidos de la Primera Nacional 2020 |
| --------------------------------------- |
| No hubo                                 |

| Torneo    | Ascendidos a la Primera Nacional 2021 |
| --------- | ------------------------------------- |
| Primera B | Almirante Brown                       |
| Primera B | Tristán Suárez                        |
| Primera B | San Telmo                             |
| Federal A | Güemes                                |
| Federal A | Deportivo Maipú                       |

| Pos           | Ascendidos a la Primera División 2021 |
| ------------- | ------------------------------------- |
| Campeón       | Sarmiento (J)                         |
| Gan. 2.º asc. | Platense                              |

| Descendidos de la Primera División 2019-20 |
| ------------------------------------------ |
| No hubo                                    |

- De esta manera, el número de equipos participantes aumentó a 35.

## Equipos participantes
| Equipo                  | Ciudad                | Estadio                                                              | Capacidad          |
| ----------------------- | --------------------- | -------------------------------------------------------------------- | ------------------ |
| Agropecuario            | Carlos Casares        | Ofelia Rosenzuaig                                                    | 8000               |
| All Boys                | Buenos Aires          | Islas Malvinas                                                       | 21 500             |
| Almagro                 | José Ingenieros       | Tres de Febrero                                                      | 19 000             |
| Almirante Brown         | San Justo             | Fragata Presidente Sarmiento                                         | 25 000             |
| Alvarado                | Mar del Plata         | José María Minella                                                   | 35 354             |
| Atlanta                 | Buenos Aires          | Don León Kolbowsky                                                   | 18 000             |
| Atlético de Rafaela     | Rafaela               | Nuevo Monumental                                                     | 20 000             |
| Barracas Central        | Buenos Aires          | Claudio Chiqui Tapia                                                 | 4400               |
| Belgrano                | Córdoba               | Julio César Villagra                                                 | 30 500             |
| Brown                   | Adrogué               | Lorenzo Arandilla                                                    | 4500               |
| Chacarita Juniors       | Villa Maipú           | Chacarita Juniors                                                    | 26 530             |
| Defensores de Belgrano  | Buenos Aires          | Juan Pasquale                                                        | 10 000             |
| Deportivo Maipú         | Maipú                 | Omar Higinio Sperdutti                                               | 8000               |
| Deportivo Morón         | Morón                 | Nuevo Francisco Urbano Ciudad de Caseros                             | 35 000 16 700      |
| Deportivo Riestra       | Buenos Aires          | Guillermo Laza                                                       | 4000               |
| Estudiantes             | Caseros               | Ciudad de Caseros                                                    | 16 700             |
| Estudiantes             | Rio Cuarto            | Antonio Candini                                                      | 11 000             |
| Ferro Carril Oeste      | Buenos Aires          | Arquitecto Ricardo Etcheverri                                        | 24 442             |
| Gimnasia y Esgrima      | Jujuy                 | 23 de Agosto                                                         | 24 000             |
| Gimnasia y Esgrima      | Mendoza               | Víctor Antonio Legrotaglie                                           | 14 000             |
| Güemes                  | Santiago del Estero   | Arturo Miranda Único Madre de Ciudades                               | 12 000 30 000      |
| Guillermo Brown         | Puerto Madryn         | Raúl Conti                                                           | 14 500             |
| Independiente Rivadavia | Mendoza               | Bautista Gargantini Omar Higinio Sperdutti San Juan del Bicentenario | 24 000 8000 25 000 |
| Instituto               | Córdoba               | Juan Domingo Perón Mario Alberto Kempes                              | 26 000 57 000      |
| Mitre                   | Santiago del Estero   | Doctores José y Antonio Castiglione                                  | 16 500             |
| Nueva Chicago           | Buenos Aires          | Nueva Chicago                                                        | 25 000             |
| Quilmes                 | Quilmes               | Centenario Ciudad de Quilmes                                         | 32 200             |
| Ramón Santamarina       | Tandil                | Municipal General San Martín                                         | 8762               |
| San Martín              | San Juan              | Ingeniero Hilario Sánchez San Juan del Bicentenario                  | 26 000 25 000      |
| San Martín              | San Miguel de Tucumán | La Ciudadela                                                         | 30 500             |
| San Telmo               | Dock Sud              | Dr. Osvaldo Baletto                                                  | 5500               |
| Temperley               | Turdera               | Alfredo Beranger                                                     | 18 000             |
| Tigre                   | Victoria              | José Dellagiovanna                                                   | 26 282             |
| Tristán Suárez          | Tristán Suárez        | 20 de Octubre                                                        | 7500               |
| Villa Dálmine           | Campana               | El Coliseo de Mitre y Puccini                                        | 11 250             |

### Distribución geográfica de los equipos
| Región                                   | Cant. | Equipos |
| ---------------------------------------- | ----- | --- |
| Conurbano bonaerense                     | 11    | Almagro, Almirante Brown, Brown de Adrogué, Chacarita Juniors, Deportivo Morón, Estudiantes, Quilmes, San Telmo, Temperley, Tigre y Tristán Suárez. |
| Ciudad de Buenos Aires                   | 7     | All Boys, Atlanta, Barracas Central, Defensores de Belgrano, Deportivo Riestra, Ferro Carril Oeste y Nueva Chicago                                  |
| Interior de la provincia de Buenos Aires | 4     | Agropecuario, Alvarado, Ramón Santamarina y Villa Dálmine.                                                                                          |
| Provincia de Córdoba                     | 3     | Belgrano, Estudiantes (RC) e Instituto |
| Provincia de Mendoza                     | 3     | Deportivo Maipú, Gimnasia y Esgrima e Independiente Rivadavia                                                                                       |
| Provincia de Santiago del Estero         | 2     | Güemes y Mitre |
| Provincia del Chubut                     | 1     | Guillermo Brown |
| Provincia de Jujuy                       | 1     | Gimnasia y Esgrima |
| Provincia de San Juan                    | 1     | San Martín |
| Provincia de Santa Fe                    | 1     | Atlético de Rafaela |
| Provincia de Tucumán                     | 1     | San Martín |

## Formato

### Ascensos
Los participantes se dividieron en dos zonas, una de diecisiete equipos y otra de dieciocho, en las que se jugaron dos ruedas por el sistema de todos contra todos. Los que ocuparon el primer puesto en ambos grupos se enfrentaron en una final a un solo partido y en cancha neutral, por el título de campeón (que obtuvo el primer ascenso). Habrá un segundo ascenso, que saldrá de un torneo reducido disputado por eliminación directa entre siete equipos: el perdedor de la final por el título y los ubicados entre el segundo y el cuarto puesto de cada zona clasificatoria.

### Descensos
Estaban suspendidos en todas las categorías en la temporada 2021.

### Clasificación a la Copa Argentina 2022
Los equipos que ocuparon los siete primeros puestos de la tabla de posiciones final de cada una de las zonas y el mejor octavo clasificaron a los Treintaidosavos de final de la Copa Argentina 2022.

## Zona A

### Tabla de posiciones final
| Pos. | Equipo                 | Pts. | PJ | PG | PE | PP | GF | GC | Dif. |
| ---- | ---------------------- | ---- | -- | -- | -- | -- | -- | -- | ---- |
| 1.º  | Tigre                  | 60   | 32 | 17 | 9  | 6  | 50 | 25 | 25   |
| 2.º  | Quilmes                | 59   | 32 | 17 | 8  | 7  | 45 | 31 | 14   |
| 3.º  | Almirante Brown        | 59   | 32 | 17 | 8  | 7  | 40 | 32 | 8    |
| 4.º  | San Martín (T)         | 57   | 32 | 15 | 12 | 5  | 34 | 18 | 16   |
| 5.º  | Agropecuario           | 53   | 32 | 15 | 8  | 9  | 36 | 26 | 10   |
| 6.º  | Belgrano               | 52   | 32 | 15 | 7  | 10 | 35 | 24 | 11   |
| 7.º  | Gimnasia y Esgrima (M) | 44   | 32 | 11 | 11 | 10 | 34 | 35 | −1   |
| 8.º  | Alvarado               | 42   | 32 | 12 | 6  | 14 | 32 | 30 | 2    |
| 9.º  | Temperley              | 41   | 32 | 10 | 11 | 11 | 29 | 34 | −5   |
| 10.º | Atlanta                | 39   | 32 | 9  | 12 | 11 | 27 | 34 | −7   |
| 11.º | Estudiantes (BA)       | 38   | 32 | 8  | 14 | 10 | 29 | 28 | 1    |
| 12.º | Mitre (SdE)            | 37   | 32 | 9  | 10 | 13 | 37 | 44 | −7   |
| 13.º | Deportivo Maipú        | 36   | 32 | 10 | 6  | 16 | 26 | 37 | −11  |
| 14.º | Estudiantes (RC)       | 34   | 32 | 5  | 19 | 8  | 23 | 26 | −3   |
| 15.º | Deportivo Riestra      | 34   | 32 | 9  | 7  | 16 | 30 | 36 | −6   |
| 16.º | Chacarita Juniors      | 27   | 32 | 6  | 9  | 17 | 29 | 50 | −21  |
| 17.º | Nueva Chicago          | 21   | 32 | 4  | 9  | 19 | 23 | 49 | −26  |

|  | Clasificado a la final por el título de campeón y a la Copa Argentina 2022.        |
|  | Clasificados al torneo reducido por el segundo ascenso y a la Copa Argentina 2022. |
|  | Clasificados a la Copa Argentina 2022.                                             |

#### Evolución de las posiciones

##### Primera rueda
| Equipo / Fecha         | 1    | 2    | 3    | 4    | 5    | 6    | 7    | 8    | 9    | 10   | 11   | 12   | 13   | 14   | 15   | 16   | 17   |
| ---------------------- | ---- | ---- | ---- | ---- | ---- | ---- | ---- | ---- | ---- | ---- | ---- | ---- | ---- | ---- | ---- | ---- | ---- |
| Agropecuario           | 17.º | 15.º | 7.º  | 7.º  | 10.º | 9.º  | 11.º | 14.º | 15.º | 10.º | 8.º  | 7.º  | 7.º  | 8.º  | 9.º  | 8.º  | 9.º  |
| Almirante Brown        | 2.º  | 7.º  | 9.º  | 11.º | 8.º  | 10.º | 12.º | 8.º  | 5.º  | 7.º  | 9.º  | 5.º  | 5.º  | 5.º  | 5.º  | 5.º  | 3.º  |
| Alvarado               | 9.º  | 14.º | 17.º | 17.º | 17.º | 15.º | 16.º | 15.º | 12.º | 11.º | 14.º | 11.º | 8.º  | 7.º  | 7.º  | 7.º  | 8.º  |
| Atlanta                | 5.º  | 4.º  | 3.º  | 2.º  | 3.º  | 3.º  | 2.º  | 3.º  | 1.º  | 1.º  | 3.º  | 3.º  | 3.º  | 3.º  | 4.º  | 3.º  | 5.º  |
| Belgrano               | 2.º  | 3.º  | 1.º  | 5.º  | 4.º  | 7.º  | 4.º  | 6.º  | 7.º  | 12.º | 12.º | 15.º | 10.º | 9.º  | 8.º  | 9.º  | 7.º  |
| Chacarita Juniors      | 15.º | 16.º | 14.º | 8.º  | 7.º  | 4.º  | 8.º  | 9.º  | 8.º  | 13.º | 10.º | 9.º  | 12.º | 11.º | 12.º | 13.º | 10.º |
| Deportivo Maipú        | 7.º  | 12.º | 14.º | 14.º | 10.º | 13.º | 10.º | 11.º | 13.º | 14.º | 15.º | 13.º | 14.º | 15.º | 16.º | 14.º | 16.º |
| Deportivo Riestra      | 15.º | 17.º | 11.º | 13.º | 9.º  | 8.º  | 6.º  | 4.º  | 4.º  | 5.º  | 6.º  | 10.º | 9.º  | 12.º | 14.º | 16.º | 13.º |
| Estudiantes (BA)       | 12.º | 11.º | 16.º | 9.º  | 13.º | 14.º | 15.º | 12.º | 14.º | 15.º | 16.º | 16.º | 16.º | 14.º | 11.º | 12.º | 18.º |
| Estudiantes (RC)       | 7.º  | 9.º  | 13.º | 16.º | 12.º | 11.º | 9.º  | 10.º | 11.º | 6.º  | 7.º  | 12.º | 13.º | 10.º | 10.º | 11.º | 12.º |
| Gimnasia y Esgrima (M) | 1.º  | 1.º  | 6.º  | 6.º  | 2.º  | 2.º  | 3.º  | 2.º  | 3.º  | 2.º  | 2.º  | 1.º  | 1.º  | 1.º  | 2.º  | 2.º  | 1.º  |
| Mitre (SdE)            | 2.º  | 2.º  | 2.º  | 1.º  | 5.º  | 6.º  | 7.º  | 5.º  | 6.º  | 8.º  | 13.º | 8.º  | 11.º | 13.º | 15.º | 15.º | 15.º |
| Nueva Chicago          | 12.º | 12.º | 12.º | 14.º | 16.º | 17.º | 17.º | 17.º | 17.º | 17.º | 17.º | 17.º | 17.º | 17.º | 17.º | 17.º | 17.º |
| Quilmes                | 5.º  | 8.º  | 5.º  | 4.º  | 6.º  | 4.º  | 5.º  | 7.º  | 9.º  | 9.º  | 4.º  | 6.º  | 6.º  | 6.º  | 6.º  | 6.º  | 6.º  |
| San Martín (T)         | 9.º  | 10.º | 8.º  | 10.º | 14.º | 11.º | 13.º | 13.º | 10.º | 4.º  | 5.º  | 4.º  | 4.º  | 4.º  | 3.º  | 4.º  | 2.º  |
| Temperley              | -    | 6.º  | 10.º | 12.º | 15.º | 16.º | 14.º | 16.º | 16.º | 16.º | 11.º | 14.º | 15.º | 16.º | 13.º | 10.º | 11.º |
| Tigre                  | 12.º | 5.º  | 4.º  | 3.º  | 1.º  | 1.º  | 1.º  | 1.º  | 3.º  | 3.º  | 1.º  | 2.º  | 2.º  | 2.º  | 1.º  | 1.º  | 4.º  |

|  |

##### Segunda rueda
| Equipo / Fecha         | 18   | 19   | 20   | 21   | 22   | 23   | 24   | 25   | 26   | 27   | 28   | 29   | 30   | 31   | 32   | 33   | 34   |
| ---------------------- | ---- | ---- | ---- | ---- | ---- | ---- | ---- | ---- | ---- | ---- | ---- | ---- | ---- | ---- | ---- | ---- | ---- |
| Agropecuario           | 9.º  | 8.º  | 7.º  | 7.º  | 9.º  | 7.º  | 8.º  | 7.º  | 7.º  | 7.º  | 6.º  | 6.º  | 5.º  | 5.°  | 5.°  | 6.°  | 5.°  |
| Almirante Brown        | 1.º  | 1.º  | 1.º  | 1.º  | 1.º  | 1.º  | 2.º  | 1.º  | 1.º  | 1.º  | 1.º  | 1.º  | 1.°  | 1.°  | 2.°  | 4.°  | 3.°  |
| Alvarado               | 7.º  | 9.º  | 8.º  | 8.º  | 7.º  | 8.º  | 7.º  | 8.º  | 9.º  | 9.º  | 9.º  | 9.º  | 11.º | 8.°  | 8.°  | 8.°  | 8.°  |
| Atlanta                | 6.º  | 7.º  | 9.º  | 9.º  | 8.º  | 9.º  | 9.º  | 9.º  | 8.º  | 8.º  | 8.º  | 8.º  | 8.°  | 9.°  | 9.°  | 9.°  | 10.° |
| Belgrano               | 8.º  | 6.º  | 6.º  | 6.º  | 6.º  | 5.º  | 4.º  | 5.º  | 6.º  | 6.º  | 5.º  | 5.º  | 6.°  | 6.°  | 6.°  | 5.°  | 6.°  |
| Chacarita Juniors      | 10.º | 10.º | 10.º | 11.º | 13.º | 14.º | 14.º | 14.º | 15.º | 14.º | 16.º | 16.º | 16.° | 16.° | 16.° | 16.° | 16.° |
| Deportivo Maipú        | 14.º | 11.º | 11.º | 10.º | 10.º | 10.º | 12.º | 12.º | 14.º | 11.º | 11.º | 11.º | 12.° | 15.° | 15.° | 12.° | 13.° |
| Deportivo Riestra      | 15.º | 16.º | 16.º | 13.º | 11.º | 11.º | 10.º | 10.º | 10.º | 10.º | 10.º | 10.º | 9.°  | 13.° | 13.° | 14.° | 15.° |
| Estudiantes (BA)       | 16.º | 15.º | 14.º | 16.º | 15.º | 16.º | 15.º | 15.º | 16.º | 16.º | 15.º | 12.º | 13.° | 10.° | 11.° | 11.° | 11.° |
| Estudiantes (RC)       | 12.º | 12.º | 12.º | 12.º | 12.º | 12.º | 11.º | 13.º | 12.º | 13.º | 14.º | 15.º | 15.° | 12.° | 12.° | 13.° | 14.° |
| Gimnasia y Esgrima (M) | 2.º  | 5.º  | 5.º  | 5.º  | 5.º  | 6.º  | 6.º  | 6.º  | 5.º  | 5.º  | 7.º  | 7.º  | 7.°  | 7.°  | 7.°  | 7.°  | 7.°  |
| Mitre (SdE)            | 13.º | 13.º | 13.º | 14.º | 16.º | 15.º | 16.º | 16.º | 13.º | 15.º | 13.º | 14.º | 10.° | 14.° | 14.° | 15.° | 12.° |
| Nueva Chicago          | 17.º | 17.º | 17.º | 17.º | 17.º | 17.º | 17.º | 17.º | 17.º | 17.º | 17.º | 17.º | 17.° | 17.° | 17.° | 17.° | 17.° |
| Quilmes                | 5.º  | 3.º  | 3.º  | 4.º  | 4.º  | 4.º  | 5.º  | 4.º  | 4.º  | 3.º  | 4.º  | 2.º  | 2.º  | 2.°  | 3.°  | 3.°  | 2.°  |
| San Martín (T)         | 4.º  | 4.º  | 4.º  | 3.º  | 3.º  | 3.º  | 3.º  | 3.º  | 3.º  | 4.º  | 3.º  | 4.º  | 3.º  | 3.°  | 1.°  | 2.°  | 4.°  |
| Temperley              | 11.º | 14.º | 15.º | 15.º | 14.º | 13.º | 13.º | 11.º | 11.º | 12.º | 12.º | 13.º | 14.° | 11.° | 10.° | 10.° | 9.°  |
| Tigre                  | 3.º  | 2.º  | 2.º  | 2.º  | 2.º  | 2.º  | 1.º  | 2.º  | 2.º  | 2.º  | 2.º  | 3.º  | 4.º  | 4.°  | 4.°  | 1.°  | 1.°  |

|  |

### Resultados

#### Primera rueda
| Fecha 1                | Fecha 1   | Fecha 1          | Fecha 1                    | Fecha 1     | Fecha 1 |
| Local                  | Resultado | Visitante        | Estadio                    | Fecha       | Hora    |
| ---------------------- | --------- | ---------------- | -------------------------- | ----------- | ------- |
| Nueva Chicago          | 1 - 2     | Mitre (SdE)      | República de Mataderos     | 12 de marzo | 20:10   |
| Gimnasia y Esgrima (M) | 2 - 0     | Agropecuario     | Víctor Antonio Legrotaglie | 13 de marzo | 17:30   |
| Almirante Brown        | 2 - 1     | Estudiantes (BA) | Fragata Sarmiento          | 13 de marzo | 19:10   |
| Belgrano               | 2 - 1     | Tigre            | Gigante de Alberdi         | 13 de marzo | 21:15   |
| Estudiantes (RC)       | 1 - 1     | Deportivo Maipú  | Antonio Candini            | 14 de marzo | 18:00   |
| San Martín (T)         | 0 - 0     | Alvarado         | La Ciudadela               | 14 de marzo | 19:00   |
| Deportivo Riestra      | 0 - 1     | Quilmes          | Guillermo Laza             | 15 de marzo | 17:10   |
| Chacarita Juniors      | 0 - 1     | Atlanta          | Chacarita Juniors          | 16 de marzo | 21:10   |
| Libre: Temperley       |           |                  |                            |             |         |

| Fecha 2                  | Fecha 2   | Fecha 2                | Fecha 2                             | Fecha 2     | Fecha 2 |
| Local                    | Resultado | Visitante              | Estadio                             | Fecha       | Hora    |
| ------------------------ | --------- | ---------------------- | ----------------------------------- | ----------- | ------- |
| Estudiantes (BA)         | 1 - 1     | San Martín (T)         | Ciudad de Caseros                   | 20 de marzo | 16:00   |
| Alvarado                 | 0 - 1     | Belgrano               | José María Minella                  | 20 de marzo | 17:00   |
| Deportivo Maipú          | 0 - 1     | Temperley              | Omar Higinio Sperdutti              | 21 de marzo | 17:30   |
| Agropecuario             | 1 - 1     | Estudiantes (RC)       | Ofelia Rosenzuaig                   | 21 de marzo | 18:00   |
| Quilmes                  | 0 - 1     | Gimnasia y Esgrima (M) | Centenario Ciudad de Quilmes        | 21 de marzo | 19:00   |
| Mitre (SdE)              | 3 - 2     | Almirante Brown        | Doctores José y Antonio Castiglione | 21 de marzo | 21:30   |
| Atlanta                  | 0 - 0     | Nueva Chicago          | Don León Kolbowsky                  | 22 de marzo | 15:35   |
| Tigre                    | 3 - 0     | Deportivo Riestra      | Monumental de Victoria              | 22 de marzo | 21:30   |
| Libre: Chacarita Juniors |           |                        |                                     |             |         |

| Fecha 3                | Fecha 3   | Fecha 3           | Fecha 3                    | Fecha 3     | Fecha 3 |
| Local                  | Resultado | Visitante         | Estadio                    | Fecha       | Hora    |
| ---------------------- | --------- | ----------------- | -------------------------- | ----------- | ------- |
| Temperley              | 0 - 2     | Agropecuario      | Alfredo Beranger           | 27 de marzo | 15:30   |
| Belgrano               | 1 - 0     | Estudiantes (BA)  | Gigante de Alberdi         | 27 de marzo | 19:05   |
| Almirante Brown        | 0 - 1     | Atlanta           | Fragata Sarmiento          | 27 de marzo | 19:10   |
| Estudiantes (RC)       | 0 - 2     | Quilmes           | Antonio Candini            | 28 de marzo | 15:10   |
| San Martín (T)         | 1 - 1     | Mitre (SdE)       | La Ciudadela               | 28 de marzo | 19:00   |
| Gimnasia y Esgrima (M) | 0 - 4     | Tigre             | Víctor Antonio Legrotaglie | 29 de marzo | 15:00   |
| Deportivo Riestra      | 1 - 0     | Alvarado          | Guillermo Laza             | 29 de marzo | 15:30   |
| Nueva Chicago          | 1 - 1     | Chacarita Juniors | República de Mataderos     | 30 de marzo | 19:00   |
| Libre: Deportivo Maipú |           |                   |                            |             |         |

| Fecha 4              | Fecha 4   | Fecha 4                | Fecha 4                             | Fecha 4    | Fecha 4 |
| Local                | Resultado | Visitante              | Estadio                             | Fecha      | Hora    |
| -------------------- | --------- | ---------------------- | ----------------------------------- | ---------- | ------- |
| Estudiantes (BA)     | 2 - 1     | Deportivo Riestra      | Ciudad de Caseros                   | 3 de abril | 15:30   |
| Tigre                | 1 - 0     | Estudiantes (RC)       | Monumental de Victoria              | 3 de abril | 16:30   |
| Agropecuario         | 1 - 1     | Deportivo Maipú        | Ofelia Rosenzuaig                   | 3 de abril | 17:30   |
| Mitre (SdE)          | 1 - 0     | Belgrano               | Doctores José y Antonio Castiglione | 3 de abril | 19:00   |
| Atlanta              | 2 - 1     | San Martín (T)         | Don León Kolbowsky                  | 4 de abril | 14:30   |
| Quilmes              | 2 - 0     | Temperley              | Centenario Ciudad de Quilmes        | 4 de abril | 18:50   |
| Alvarado             | 1 - 2     | Gimnasia y Esgrima (M) | José María Minella                  | 5 de abril | 15:10   |
| Chacarita Juniors    | 2 - 1     | Almirante Brown        | Chacarita Juniors                   | 5 de abril | 21:10   |
| Libre: Nueva Chicago |           |                        |                                     |            |         |

| Fecha 5                | Fecha 5   | Fecha 5           | Fecha 5                    | Fecha 5     | Fecha 5 |
| Local                  | Resultado | Visitante         | Estadio                    | Fecha       | Hora    |
| ---------------------- | --------- | ----------------- | -------------------------- | ----------- | ------- |
| Estudiantes (RC)       | 2 - 0     | Alvarado          | Antonio Candini            | 10 de abril | 18:00   |
| Temperley              | 0 - 2     | Tigre             | Alfredo Beranger           | 10 de abril | 18:10   |
| Belgrano               | 2 - 2     | Atlanta           | Gigante de Alberdi         | 10 de abril | 19:05   |
| Deportivo Maipú        | 2 - 1     | Quilmes           | Omar Higinio Sperdutti     | 11 de abril | 16:00   |
| Gimnasia y Esgrima (M) | 3 - 1     | Estudiantes (BA)  | Víctor Antonio Legrotaglie | 11 de abril | 16:00   |
| Deportivo Riestra      | 2 - 0     | Mitre (SdE)       | Guillermo Laza             | 12 de abril | 15:30   |
| Almirante Brown        | 1 - 0     | Nueva Chicago     | Fragata Sarmiento          | 12 de abril | 21:10   |
| San Martín (T)         | 0 - 1     | Chacarita Juniors | La Ciudadela               | 13 de abril | 19:15   |
| Libre: Agropecuario    |           |                   |                            |             |         |

| Fecha 6                | Fecha 6   | Fecha 6                | Fecha 6                             | Fecha 6     | Fecha 6 |
| Local                  | Resultado | Visitante              | Estadio                             | Fecha       | Hora    |
| ---------------------- | --------- | ---------------------- | ----------------------------------- | ----------- | ------- |
| Alvarado               | 1 - 0     | Temperley              | José María Minella                  | 15 de abril | 21:10   |
| Atlanta                | 2 - 2     | Deportivo Riestra      | Don León Kolbowsky                  | 18 de abril | 14:00   |
| Estudiantes (BA)       | 0 - 0     | Estudiantes (RC)       | Ciudad de Caseros                   | 18 de abril | 15:00   |
| Nueva Chicago          | 0 - 1     | San Martín (T)         | República de Mataderos              | 19 de abril | 15:10   |
| Tigre                  | 1 - 0     | Deportivo Maipú        | Monumental de Victoria              | 19 de abril | 17:10   |
| Quilmes                | 0 - 0     | Agropecuario           | Centenario Ciudad de Quilmes        | 19 de abril | 19:30   |
| Chacarita Juniors      | 2 - 0     | Belgrano               | Chacarita Juniors                   | 19 de abril | 21:10   |
| Mitre (SdE)            | 1 - 2     | Gimnasia y Esgrima (M) | Doctores José y Antonio Castiglione | 20 de abril | 21:10   |
| Libre: Almirante Brown |           |                        |                                     |             |         |

| Fecha 7                | Fecha 7   | Fecha 7           | Fecha 7                    | Fecha 7     | Fecha 7 |
| Local                  | Resultado | Visitante         | Estadio                    | Fecha       | Hora    |
| ---------------------- | --------- | ----------------- | -------------------------- | ----------- | ------- |
| Temperley              | 3 - 2     | Estudiantes (BA)  | Alfredo Beranger           | 24 de abril | 15:30   |
| Deportivo Maipú        | 1 - 0     | Alvarado          | Omar Higinio Sperdutti     | 25 de abril | 15:45   |
| Belgrano               | 0 - 0     | Nueva Chicago     | Gigante de Alberdi         | 25 de abril | 16:00   |
| Gimnasia y Esgrima (M) | 1 - 2     | Atlanta           | Víctor Antonio Legrotaglie | 26 de abril | 14:00   |
| Deportivo Riestra      | 4 - 0     | Chacarita Juniors | Guillermo Laza             | 26 de abril | 15:05   |
| Agropecuario           | 0 - 0     | Tigre             | Ofelia Rosenzuaig          | 26 de abril | 16:00   |
| Estudiantes (RC)       | 2 - 1     | Mitre (SdE)       | Antonio Candini            | 26 de abril | 18:00   |
| San Martín (T)         | 2 - 2     | Almirante Brown   | La Ciudadela               | 26 de abril | 18:00   |
| Libre: Quilmes         |           |                   |                            |             |         |

| Fecha 8               | Fecha 8   | Fecha 8                | Fecha 8                             | Fecha 8     | Fecha 8 |
| Local                 | Resultado | Visitante              | Estadio                             | Fecha       | Hora    |
| --------------------- | --------- | ---------------------- | ----------------------------------- | ----------- | ------- |
| Estudiantes (BA)      | 2 - 1     | Deportivo Maipú        | Ciudad de Caseros                   | 30 de abril | 17:10   |
| Almirante Brown       | 1 - 0     | Belgrano               | Fragata Sarmiento                   | 2 de mayo   | 14:10   |
| Nueva Chicago         | 2 - 3     | Deportivo Riestra      | República de Mataderos              | 3 de mayo   | 15:00   |
| Chacarita Juniors     | 0 - 4     | Gimnasia y Esgrima (M) | Chacarita Juniors                   | 3 de mayo   | 15:05   |
| Atlanta               | 1 - 0     | Estudiantes (RC)       | Don León Kolbowsky                  | 3 de mayo   | 15:05   |
| Tigre                 | 1 - 0     | Quilmes                | Monumental de Victoria              | 3 de mayo   | 17:10   |
| Alvarado              | 2 - 0     | Agropecuario           | José María Minella                  | 3 de mayo   | 19:30   |
| Mitre (SdE)           | 1 - 1     | Temperley              | Doctores José y Antonio Castiglione | 3 de mayo   | 21:10   |
| Libre: San Martín (T) |           |                        |                                     |             |         |

| Fecha 9                | Fecha 9   | Fecha 9           | Fecha 9                      | Fecha 9    | Fecha 9 |
| Local                  | Resultado | Visitante         | Estadio                      | Fecha      | Hora    |
| ---------------------- | --------- | ----------------- | ---------------------------- | ---------- | ------- |
| Deportivo Maipú        | 1 - 1     | Mitre (SdE)       | Omar Higinio Sperdutti       | 7 de mayo  | 15:45   |
| Belgrano               | 0 - 1     | San Martín (T)    | Gigante de Alberdi           | 8 de mayo  | 14:30   |
| Agropecuario           | 0 - 0     | Estudiantes (BA)  | Ofelia Rosenzuaig            | 9 de mayo  | 15:30   |
| Temperley              | 0 - 3     | Atlanta           | Alfredo Beranger             | 9 de mayo  | 15:30   |
| Estudiantes (RC)       | 1 - 1     | Chacarita Juniors | Antonio Candini              | 9 de mayo  | 18:00   |
| Quilmes                | 3 - 4     | Alvarado          | Centenario Ciudad de Quilmes | 10 de mayo | 15:05   |
| Gimnasia y Esgrima (M) | 0 - 1     | Nueva Chicago     | Víctor Antonio Legrotaglie   | 10 de mayo | 21:10   |
| Deportivo Riestra      | 1 - 2     | Almirante Brown   | Guillermo Laza               | 11 de mayo | 15:10   |
| Libre: Tigre           |           |                   |                              |            |         |

| Fecha 10          | Fecha 10  | Fecha 10               | Fecha 10                            | Fecha 10   | Fecha 10 |
| Local             | Resultado | Visitante              | Estadio                             | Fecha      | Hora     |
| ----------------- | --------- | ---------------------- | ----------------------------------- | ---------- | -------- |
| Chacarita Juniors | 1 - 2     | Temperley              | Chacarita Juniors                   | 14 de mayo | 17:10    |
| Estudiantes (BA)  | 0 - 0     | Quilmes                | Ciudad de Caseros                   | 15 de mayo | 15:30    |
| Mitre (SdE)       | 1 - 2     | Agropecuario           | Doctores José y Antonio Castiglione | 15 de mayo | 21:00    |
| Almirante Brown   | 0 - 2     | Gimnasia y Esgrima (M) | Fragata Sarmiento                   | 16 de mayo | 15:00    |
| Atlanta           | 0 - 0     | Deportivo Maipú        | Don León Kolbowsky                  | 17 de mayo | 15:00    |
| San Martín (T)    | 2 - 0     | Deportivo Riestra      | La Ciudadela                        | 17 de mayo | 16:00    |
| Alvarado          | 1 - 1     | Tigre                  | José María Minella                  | 17 de mayo | 21:10    |
| Nueva Chicago     | 1 - 2     | Estudiantes (RC)       | República de Mataderos              | 18 de mayo | 18:00    |
| Libre: Belgrano   |           |                        |                                     |            |          |

| Fecha 11               | Fecha 11  | Fecha 11          | Fecha 11                     | Fecha 11    | Fecha 11 |
| Local                  | Resultado | Visitante         | Estadio                      | Fecha       | Hora     |
| ---------------------- | --------- | ----------------- | ---------------------------- | ----------- | -------- |
| Quilmes                | 2 - 1     | Mitre (SdE)       | Centenario Ciudad de Quilmes | 21 de mayo  | 17:10    |
| Gimnasia y Esgrima (M) | 0 - 0     | San Martín (T)    | Víctor Antonio Legrotaglie   | 9 de junio  | 21:10    |
| Deportivo Maipú        | 1 - 2     | Chacarita Juniors | Omar Higinio Sperdutti       | 10 de junio | 15:00    |
| Deportivo Riestra      | 1 - 1     | Belgrano          | Guillermo Laza               | 10 de junio | 15:00    |
| Tigre                  | 2 - 1     | Estudiantes (BA)  | Monumental de Victoria       | 10 de junio | 18:00    |
| Estudiantes (RC)       | 0 - 0     | Almirante Brown   | Antonio Candini              | 10 de junio | 18:00    |
| Agropecuario           | 1 - 0     | Atlanta           | Ofelia Rosenzuaig            | 10 de junio | 20:10    |
| Temperley              | 1 - 0     | Nueva Chicago     | Alfredo Beranger             | 11 de junio | 18:00    |
| Libre: Alvarado        |           |                   |                              |             |          |

| Fecha 12                 | Fecha 12  | Fecha 12               | Fecha 12                            | Fecha 12    | Fecha 12 |
| Local                    | Resultado | Visitante              | Estadio                             | Fecha       | Hora     |
| ------------------------ | --------- | ---------------------- | ----------------------------------- | ----------- | -------- |
| Atlanta                  | 0 - 0     | Quilmes                | Don León Kolbowsky                  | 16 de junio | 15:10    |
| Mitre                    | 4 - 2     | Tigre                  | Doctores José y Antonio Castiglione | 16 de junio | 17:10    |
| San Martin (T)           | 2 - 1     | Estudiantes (RC)       | La Ciudadela                        | 16 de junio | 21:10    |
| Belgrano                 | 0 - 1     | Gimnasia y Esgrima (M) | Gigante de Alberdi                  | 17 de junio | 14:00    |
| Nueva Chicago            | 1 - 2     | Deportivo Maipú        | República de Mataderos              | 17 de junio | 15:00    |
| Chacarita Juniors        | 2 - 2     | Agropecuario           | Chacarita Juniors                   | 17 de junio | 15:00    |
| Estudiantes (BA)         | 1 - 3     | Alvarado               | Ciudad de Caseros                   | 17 de junio | 15:00    |
| Almirante Brown          | 3 - 2     | Temperley              | Fragata Sarmiento                   | 17 de junio | 19:00    |
| Libre: Deportivo Riestra |           |                        |                                     |             |          |

| Fecha 13                | Fecha 13  | Fecha 13          | Fecha 13                     | Fecha 13    | Fecha 13 |
| Local                   | Resultado | Visitante         | Estadio                      | Fecha       | Hora     |
| ----------------------- | --------- | ----------------- | ---------------------------- | ----------- | -------- |
| Quilmes                 | 3 - 1     | Chacarita Juniors | Centenario Ciudad de Quilmes | 22 de junio | 17:10    |
| Estudiantes (RC)        | 0 - 1     | Belgrano          | Antonio Candini              | 22 de junio | 19:00    |
| Gimnasia y Esgrima (M)  | 1 - 1     | Deportivo Riestra | Víctor Antonio Legrotaglie   | 22 de junio | 21:10    |
| Temperley               | 0 - 1     | San Martín (T)    | Alfredo Beranger             | 23 de junio | 14:00    |
| Deportivo Maipú         | 0 - 1     | Almirante Brown   | Omar Higinio Sperdutti       | 23 de junio | 15:00    |
| Tigre                   | 1 - 1     | Atlanta           | Monumental de Victoria       | 23 de junio | 16:00    |
| Alvarado                | 3 - 1     | Mitre (SdE)       | José María Minella           | 23 de junio | 19:00    |
| Agropecuario            | 3 - 0     | Nueva Chicago     | Ofelia Rosenzuaig            | 23 de junio | 20:00    |
| Libre: Estudiantes (BA) |           |                   |                              |             |          |

| Fecha 14                      | Fecha 14  | Fecha 14         | Fecha 14                            | Fecha 14    | Fecha 14 |
| Local                         | Resultado | Visitante        | Estadio                             | Fecha       | Hora     |
| ----------------------------- | --------- | ---------------- | ----------------------------------- | ----------- | -------- |
| Chacarita Juniors             | 2 - 2     | Tigre            | Chacarita Juniors                   | 27 de junio | 13:10    |
| Deportivo Riestra             | 0 - 1     | Estudiantes (RC) | Guillermo Laza                      | 28 de junio | 15:00    |
| Nueva Chicago                 | 1 - 1     | Quilmes          | República de Mataderos              | 28 de junio | 15:05    |
| San Martin (T)                | 2 - 0     | Deportivo Maipú  | La Ciudadela                        | 28 de junio | 16:00    |
| Atlanta                       | 0 - 0     | Alvarado         | Don León Kolbowsky                  | 29 de junio | 15:30    |
| Mitre (SdE)                   | 0 - 2     | Estudiantes (BA) | Doctores José y Antonio Castiglione | 29 de junio | 15:30    |
| Almirante Brown               | 2 - 1     | Agropecuario     | Fragata Sarmiento                   | 29 de junio | 19:00    |
| Belgrano                      | 2 - 1     | Temperley        | Gigante de Alberdi                  | 29 de junio | 21:10    |
| Libre: Gimnasia y Esgrima (M) |           |                  |                                     |             |          |

| Fecha 15           | Fecha 15  | Fecha 15               | Fecha 15                     | Fecha 15   | Fecha 15 |
| Local              | Resultado | Visitante              | Estadio                      | Fecha      | Hora     |
| ------------------ | --------- | ---------------------- | ---------------------------- | ---------- | -------- |
| Quilmes            | 3 - 1     | Almirante Brown        | Centenario Ciudad de Quilmes | 4 de julio | 15:00    |
| Deportivo Maipú    | 1 - 2     | Belgrano               | Omar Higinio Sperdutti       | 4 de julio | 15:30    |
| Tigre              | 1 - 0     | Nueva Chicago          | Monumental de Victoria       | 4 de julio | 17:10    |
| Alvarado           | 2 - 1     | Chacarita Juniors      | José María Minella           | 4 de julio | 19:00    |
| Agropecuario       | 0 - 1     | San Martín (T)         | Ofelia Rosenzuaig            | 5 de julio | 15:00    |
| Estudiantes (RC)   | 1 - 1     | Gimnasia y Esgrima (M) | Antonio Candini              | 5 de julio | 15:00    |
| Temperley          | 1 - 0     | Deportivo Riestra      | Alfredo Beranger             | 5 de julio | 15:00    |
| Estudiantes (BA)   | 2 - 1     | Atlanta                | Ciudad de Caseros            | 5 de julio | 15:10    |
| Libre: Mitre (SdE) |           |                        |                              |            |          |

| Fecha 16                | Fecha 16  | Fecha 16         | Fecha 16                   | Fecha 16    | Fecha 16 |
| Local                   | Resultado | Visitante        | Estadio                    | Fecha       | Hora     |
| ----------------------- | --------- | ---------------- | -------------------------- | ----------- | -------- |
| Nueva Chicago           | 1 - 1     | Alvarado         | República de Mataderos     | 10 de julio | 15:00    |
| Atlanta                 | 0 - 0     | Mitre (SdE)      | Don León Kolbowsky         | 10 de julio | 15:00    |
| Gimnasia y Esgrima (M)  | 1 - 2     | Temperley        | Víctor Antonio Legrotaglie | 11 de julio | 15:00    |
| Belgrano                | 0 - 1     | Agropecuario     | Gigante de Alberdi         | 11 de julio | 16:00    |
| Almirante Brown         | 1 - 0     | Tigre            | Fragata Sarmiento          | 11 de julio | 17:00    |
| Chacarita Juniors       | 0 - 0     | Estudiantes (BA) | Chacarita Juniors          | 11 de julio | 19:00    |
| Deportivo Riestra       | 0 - 1     | Deportivo Maipú  | Guillermo Laza             | 12 de julio | 15:00    |
| San Martín (T)          | 1 - 2     | Quilmes          | La Ciudadela               | 12 de julio | 21:10    |
| Libre: Estudiantes (RC) |           |                  |                            |             |          |

| Fecha 17         | Fecha 17  | Fecha 17               | Fecha 17                            | Fecha 17    | Fecha 17 |
| Local            | Resultado | Visitante              | Estadio                             | Fecha       | Hora     |
| ---------------- | --------- | ---------------------- | ----------------------------------- | ----------- | -------- |
| Temperley        | 1 - 1     | Estudiantes (RC)       | Alfredo Beranger                    | 16 de julio | 15:00    |
| Alvarado         | 0 - 1     | Almirante Brown        | José María Minella                  | 16 de julio | 19:00    |
| Estudiantes (BA) | 1 - 1     | Nueva Chicago          | Ciudad de Caseros                   | 17 de julio | 18:10    |
| Mitre (SdE)      | 1 - 2     | Chacarita Juniors      | Doctores José y Antonio Castiglione | 18 de julio | 15:30    |
| Agropecuario     | 0 - 1     | Deportivo Riestra      | Ofelia Rosenzuaig                   | 18 de julio | 16:00    |
| Quilmes          | 2 - 3     | Belgrano               | Centenario Ciudad de Quilmes        | 19 de julio | 15:00    |
| Deportivo Maipú  | 0 - 2     | Gimnasia y Esgrima (M) | Bautista Gargantini                 | 19 de julio | 15:10    |
| Tigre            | 0 - 1     | San Martín (T)         | Monumental de Victoria              | 19 de julio | 21:10    |
| Libre: Atlanta   |           |                        |                                     |             |          |

| 1. 2. 3. 4. 5. |

#### Segunda rueda
| Fecha 18         | Fecha 18  | Fecha 18               | Fecha 18                     | Fecha 18    | Fecha 18 |
| Local            | Resultado | Visitante              | Estadio                      | Fecha       | Hora     |
| ---------------- | --------- | ---------------------- | ---------------------------- | ----------- | -------- |
| Estudiantes (BA) | 1 - 2     | Almirante Brown        | Ciudad de Caseros            | 24 de julio | 15:00    |
| Alvarado         | 2 - 0     | San Martín (T)         | José María Minella           | 24 de julio | 19:00    |
| Quilmes          | 2 - 1     | Deportivo Riestra      | Centenario Ciudad de Quilmes | 25 de julio | 15:00    |
| Mitre (SdE)      | 1 - 0     | Nueva Chicago          | Único Madre de Ciudades      | 25 de julio | 15:30    |
| Tigre            | 0 - 0     | Belgrano               | Monumental de Victoria       | 25 de julio | 15:50    |
| Agropecuario     | 2 - 0     | Gimnasia y Esgrima (M) | Ofelia Rosenzuaig            | 25 de julio | 16:00    |
| Deportivo Maipú  | 1 - 0     | Estudiantes (RC)       | Omar Higinio Sperdutti       | 26 de julio | 15:00    |
| Atlanta          | 0 - 3     | Chacarita Juniors      | Don León Kolbowsky           | 26 de julio | 15:10    |
| Libre: Temperley |           |                        |                              |             |          |

| Fecha 19                 | Fecha 19  | Fecha 19         | Fecha 19                   | Fecha 19    | Fecha 19 |
| Local                    | Resultado | Visitante        | Estadio                    | Fecha       | Hora     |
| ------------------------ | --------- | ---------------- | -------------------------- | ----------- | -------- |
| Temperley                | 0 - 2     | Deportivo Maipú  | Alfredo Beranger           | 31 de julio | 15:00    |
| Deportivo Riestra        | 1 - 3     | Tigre            | Guillermo Laza             | 31 de julio | 15:10    |
| Belgrano                 | 3 - 0     | Alvarado         | Gigante de Alberdi         | 31 de julio | 18:00    |
| Almirante Brown          | 1 - 1     | Mitre (SdE)      | Fragata Sarmiento          | 1 de agosto | 15:00    |
| Gimnasia y Esgrima (M)   | 0 - 3     | Quilmes          | Víctor Antonio Legrotaglie | 1 de agosto | 15:00    |
| Estudiantes (RC)         | 1 - 1     | Agropecuario     | Antonio Candini            | 1 de agosto | 15:00    |
| San Martín (T)           | 0 - 0     | Estudiantes (BA) | La Ciudadela               | 1 de agosto | 15:00    |
| Nueva Chicago            | 1 - 0     | Atlanta          | República de Mataderos     | 2 de agosto | 15:10    |
| Libre: Chacarita Juniors |           |                  |                            |             |          |

| Fecha 20               | Fecha 20  | Fecha 20               | Fecha 20                            | Fecha 20    | Fecha 20 |
| Local                  | Resultado | Visitante              | Estadio                             | Fecha       | Hora     |
| ---------------------- | --------- | ---------------------- | ----------------------------------- | ----------- | -------- |
| Quilmes                | 0 - 0     | Estudiantes (RC)       | Centenario Ciudad de Quilmes        | 7 de agosto | 15:00    |
| Alvarado               | 2 - 1     | Deportivo Riestra      | José María Minella                  | 7 de agosto | 19:00    |
| Chacarita Juniors      | 2 - 3     | Nueva Chicago          | Chacarita Juniors                   | 8 de agosto | 14:00    |
| Mitre (SdE)            | 0 - 0     | San Martín (T)         | Doctores José y Antonio Castiglione | 8 de agosto | 15:30    |
| Estudiantes (BA)       | 0 - 0     | Belgrano               | Ciudad de Caseros                   | 8 de agosto | 15:35    |
| Agropecuario           | 1 - 0     | Temperley              | Ofelia Rosenzuaig                   | 8 de agosto | 16:00    |
| Atlanta                | 0 - 1     | Almirante Brown        | Don León Kolbowsky                  | 9 de agosto | 15:05    |
| Tigre                  | 2 - 0     | Gimnasia y Esgrima (M) | Monumental de Victoria              | 9 de agosto | 21:10    |
| Libre: Deportivo Maipú |           |                        |                                     |             |          |

| Fecha 21               | Fecha 21  | Fecha 21          | Fecha 21                   | Fecha 21     | Fecha 21 |
| Local                  | Resultado | Visitante         | Estadio                    | Fecha        | Hora     |
| ---------------------- | --------- | ----------------- | -------------------------- | ------------ | -------- |
| Deportivo Maipú        | 2 - 0     | Agropecuario      | Omar Higinio Sperdutti     | 13 de agosto | 15:30    |
| Almirante Brown        | 2 - 1     | Chacarita Juniors | Fragata Sarmiento          | 15 de agosto | 14:00    |
| Gimnasia y Esgrima (M) | 2 - 0     | Alvarado          | Víctor Antonio Legrotaglie | 15 de agosto | 15:30    |
| Temperley              | 2 - 2     | Quilmes           | Alfredo Beranger           | 15 de agosto | 16:00    |
| Belgrano               | 2 - 1     | Mitre (SdE)       | Gigante de Alberdi         | 15 de agosto | 19:30    |
| Deportivo Riestra      | 1 - 0     | Estudiantes (BA)  | Guillermo Laza             | 16 de agosto | 15:00    |
| Estudiantes (RC)       | 0 - 0     | Tigre             | Antonio Candini            | 16 de agosto | 21:10    |
| San Martín (T)         | 3 - 0     | Atlanta           | La Ciudadela               | 17 de agosto | 21:10    |
| Libre: Nueva Chicago   |           |                   |                            |              |          |

| Fecha 22            | Fecha 22  | Fecha 22               | Fecha 22                            | Fecha 22     | Fecha 22 |
| Local               | Resultado | Visitante              | Estadio                             | Fecha        | Hora     |
| ------------------- | --------- | ---------------------- | ----------------------------------- | ------------ | -------- |
| Estudiantes (BA)    | 0 - 0     | Gimnasia y Esgrima (M) | Ciudad de Caseros                   | 21 de agosto | 16:05    |
| Tigre               | 1 - 1     | Temperley              | Monumental de Victoria              | 21 de agosto | 18:10    |
| Chacarita Juniors   | 1 - 3     | San Martín (T)         | Chacarita Juniors                   | 22 de agosto | 12:10    |
| Mitre (SdE)         | 0 - 2     | Deportivo Riestra      | Doctores José y Antonio Castiglione | 22 de agosto | 15:30    |
| Quilmes             | 1 - 0     | Deportivo Maipú        | Centenario Ciudad de Quilmes        | 22 de agosto | 16:00    |
| Alvarado            | 0 - 0     | Estudiantes (RC)       | José María Minella                  | 22 de agosto | 19:00    |
| Nueva Chicago       | 0 - 3     | Almirante Brown        | República de Mataderos              | 23 de agosto | 21:10    |
| Atlanta             | 1 - 0     | Belgrano               | Don León Kolbowsky                  | 24 de agosto | 15:05    |
| Libre: Agropecuario |           |                        |                                     |              |          |

| Fecha 23               | Fecha 23  | Fecha 23          | Fecha 23                   | Fecha 23     | Fecha 23 |
| Local                  | Resultado | Visitante         | Estadio                    | Fecha        | Hora     |
| ---------------------- | --------- | ----------------- | -------------------------- | ------------ | -------- |
| Temperley              | 0 - 0     | Alvarado          | Alfredo Beranger           | 27 de agosto | 17:10    |
| Deportivo Maipú        | 0 - 4     | Tigre             | Omar Higinio Sperdutti     | 28 de agosto | 13:10    |
| Gimnasia y Esgrima (M) | 0 - 0     | Mitre (SdE)       | Víctor Antonio Legrotaglie | 28 de agosto | 15:00    |
| Agropecuario           | 3 - 1     | Quilmes           | Ofelia Rosenzuaig          | 28 de agosto | 16:30    |
| San Martín (T)         | 3 - 1     | Nueva Chicago     | La Ciudadela               | 29 de agosto | 21:00    |
| Belgrano               | 3 - 0     | Chacarita Juniors | Gigante de Alberdi         | 30 de agosto | 15:35    |
| Estudiantes (RC)       | 1 - 1     | Estudiantes (BA)  | Antonio Candini            | 30 de agosto | 20:00    |
| Deportivo Riestra      | 3 - 1     | Atlanta           | Guillermo Laza             | 31 de agosto | 15:00    |
| Libre: Almirante Brown |           |                   |                            |              |          |

| Fecha 24          | Fecha 24  | Fecha 24               | Fecha 24                            | Fecha 24        | Fecha 24 |
| Local             | Resultado | Visitante              | Estadio                             | Fecha           | Hora     |
| ----------------- | --------- | ---------------------- | ----------------------------------- | --------------- | -------- |
| Tigre             | 2 - 0     | Agropecuario           | Monumental de Victoria              | 3 de septiembre | 21:10    |
| Estudiantes (BA)  | 0 - 0     | Temperley              | Ciudad de Caseros                   | 4 de septiembre | 15:00    |
| Chacarita Juniors | 0 - 0     | Deportivo Riestra      | Chacarita Juniors                   | 4 de septiembre | 15:00    |
| Alvarado          | 1 - 0     | Deportivo Maipú        | José María Minella                  | 4 de septiembre | 15:30    |
| Almirante Brown   | 0 - 0     | San Martín (T)         | Fragata Sarmiento                   | 4 de septiembre | 17:10    |
| Mitre (SdE)       | 1 - 1     | Estudiantes (RC)       | Doctores José y Antonio Castiglione | 5 de septiembre | 11:00    |
| Atlanta           | 1 - 1     | Gimnasia y Esgrima (M) | Don León Kolbowsky                  | 5 de septiembre | 11:00    |
| Nueva Chicago     | 0 - 2     | Belgrano               | República de Mataderos              | 5 de septiembre | 11:00    |
| Libre: Quilmes    |           |                        |                                     |                 |          |

| Fecha 25               | Fecha 25  | Fecha 25          | Fecha 25                     | Fecha 25         | Fecha 25 |
| Local                  | Resultado | Visitante         | Estadio                      | Fecha            | Hora     |
| ---------------------- | --------- | ----------------- | ---------------------------- | ---------------- | -------- |
| Deportivo Riestra      | 2 - 0     | Nueva Chicago     | Guillermo Laza               | 10 de septiembre | 15:00    |
| Temperley              | 2 - 0     | Mitre (SdE)       | Alfredo Beranger             | 10 de septiembre | 15:30    |
| Deportivo Maipú        | 0 - 0     | Estudiantes (BA)  | Omar Higinio Sperdutti       | 10 de septiembre | 16:00    |
| Agropecuario           | 1 - 0     | Alvarado          | Ofelia Rosenzuaig            | 10 de septiembre | 16:30    |
| Gimnasia y Esgrima (M) | 1 - 1     | Chacarita Juniors | Víctor Antonio Legrotaglie   | 10 de septiembre | 19:10    |
| Estudiantes (RC)       | 1 - 2     | Atlanta           | Antonio Candini              | 10 de septiembre | 20:00    |
| Belgrano               | 0 - 1     | Almirante Brown   | Gigante de Alberdi           | 10 de septiembre | 21:10    |
| Quilmes                | 2 - 1     | Tigre             | Centenario Ciudad de Quilmes | 13 de septiembre | 21:10    |
| Libre: San Martín (T)  |           |                   |                              |                  |          |

| Fecha 26          | Fecha 26  | Fecha 26               | Fecha 26                            | Fecha 26         | Fecha 26 |
| Local             | Resultado | Visitante              | Estadio                             | Fecha            | Hora     |
| ----------------- | --------- | ---------------------- | ----------------------------------- | ---------------- | -------- |
| Nueva Chicago     | 1 - 2     | Gimnasia y Esgrima (M) | República de Mataderos              | 17 de septiembre | 17:35    |
| Mitre (SdE)       | 3 - 1     | Deportivo Maipú        | Doctores José y Antonio Castiglione | 17 de septiembre | 21:00    |
| Estudiantes (BA)  | 1 - 1     | Agropecuario           | Ciudad de Caseros                   | 18 de septiembre | 15:00    |
| Chacarita Juniors | 0 - 0     | Estudiantes (RC)       | Chacarita Juniors                   | 18 de septiembre | 16:10    |
| Almirante Brown   | 1 - 0     | Deportivo Riestra      | Fragata Sarmiento                   | 18 de septiembre | 18:10    |
| Atlanta           | 1 - 1     | Temperley              | Don León Kolbowsky                  | 19 de septiembre | 15:00    |
| Alvarado          | 0 - 1     | Quilmes                | José María Minella                  | 19 de septiembre | 18:05    |
| San Martín (T)    | 0 - 0     | Belgrano               | La Ciudadela                        | 20 de septiembre | 21:10    |
| Libre: Tigre      |           |                        |                                     |                  |          |

| Fecha 27               | Fecha 27  | Fecha 27          | Fecha 27                     | Fecha 27         | Fecha 27 |
| Local                  | Resultado | Visitante         | Estadio                      | Fecha            | Hora     |
| ---------------------- | --------- | ----------------- | ---------------------------- | ---------------- | -------- |
| Estudiantes (RC)       | 1 - 1     | Nueva Chicago     | Antonio Candini              | 24 de septiembre | 20:00    |
| Temperley              | 0 - 0     | Chacarita Juniors | Alfredo Beranger             | 24 de septiembre | 21:10    |
| Deportivo Riestra      | 0 - 0     | San Martín (T)    | Guillermo Laza               | 25 de septiembre | 13:30    |
| Quilmes                | 2 - 1     | Estudiantes (BA)  | Centenario Ciudad de Quilmes | 25 de septiembre | 14:10    |
| Agropecuario           | 1 - 0     | Mitre (SdE)       | Ofelia Rosenzuaig            | 25 de septiembre | 16:30    |
| Tigre                  | 1 - 0     | Alvarado          | Monumental de Victoria       | 25 de septiembre | 18:10    |
| Gimnasia y Esgrima (M) | 3 - 3     | Almirante Brown   | Víctor Antonio Legrotaglie   | 26 de septiembre | 15:10    |
| Deportivo Maipú        | 3 - 2     | Atlanta           | Omar Higinio Sperdutti       | 26 de septiembre | 16:00    |
| Libre: Belgrano        |           |                   |                              |                  |          |

| Fecha 28          | Fecha 28  | Fecha 28               | Fecha 28                            | Fecha 28     | Fecha 28 |
| Local             | Resultado | Visitante              | Estadio                             | Fecha        | Hora     |
| ----------------- | --------- | ---------------------- | ----------------------------------- | ------------ | -------- |
| Belgrano          | 1 - 0     | Deportivo Riestra      | Gigante de Alberdi                  | 1 de octubre | 21:05    |
| Chacarita Juniors | 1 - 2     | Deportivo Maipú        | Chacarita Juniors                   | 2 de octubre | 15:00    |
| Estudiantes (BA)  | 2 - 1     | Tigre                  | Ciudad de Caseros                   | 2 de octubre | 16:10    |
| Mitre (SdE)       | 4 - 0     | Quilmes                | Doctores José y Antonio Castiglione | 3 de octubre | 15:30    |
| Atlanta           | 0 - 3     | Agropecuario           | Don León Kolbowsky                  | 4 de octubre | 15:00    |
| San Martín (T)    | 3 - 1     | Gimnasia y Esgrima (M) | La Ciudadela                        | 4 de octubre | 17:10    |
| Almirante Brown   | 1 - 1     | Estudiantes (RC)       | Fragata Sarmiento                   | 4 de octubre | 21:10    |
| Nueva Chicago     | 0 - 0     | Temperley              | República de Mataderos              | 5 de octubre | 15:10    |
| Libre: Alvarado   |           |                        |                                     |              |          |

| Fecha 29                 | Fecha 29  | Fecha 29          | Fecha 29                     | Fecha 29      | Fecha 29 |
| Local                    | Resultado | Visitante         | Estadio                      | Fecha         | Hora     |
| ------------------------ | --------- | ----------------- | ---------------------------- | ------------- | -------- |
| Quilmes                  | 2 - 1     | Atlanta           | Centenario Ciudad de Quilmes | 9 de octubre  | 15:35    |
| Alvarado                 | 0 - 1     | Estudiantes (BA)  | José María Minella           | 9 de octubre  | 16:30    |
| Deportivo Maipú          | 0 - 2     | Nueva Chicago     | Omar Higinio Sperdutti       | 11 de octubre | 16:30    |
| Agropecuario             | 1 - 0     | Chacarita Juniors | Ofelia Rosenzuaig            | 11 de octubre | 17:00    |
| Estudiantes (RC)         | 0 - 0     | San Martín (T)    | Antonio Candini              | 11 de octubre | 17:10    |
| Temperley                | 0 - 0     | Almirante Brown   | Alfredo Beranger             | 11 de octubre | 21:10    |
| Tigre                    | 3 - 3     | Mitre (SdE)       | Monumental de Victoria       | 12 de octubre | 17:10    |
| Gimnasia y Esgrima (M)   | 0 - 3     | Belgrano          | Víctor Antonio Legrotaglie   | 12 de octubre | 21:10    |
| Libre: Deportivo Riestra |           |                   |                              |               |          |

| Fecha 30                | Fecha 30  | Fecha 30               | Fecha 30                | Fecha 30      | Fecha 30 |
| Local                   | Resultado | Visitante              | Estadio                 | Fecha         | Hora     |
| ----------------------- | --------- | ---------------------- | ----------------------- | ------------- | -------- |
| Almirante Brown         | 1 - 0     | Deportivo Maipú        | Fragata Sarmiento       | 17 de octubre | 14:00    |
| Chacarita Juniors       | 1 - 3     | Quilmes                | Chacarita Juniors       | 17 de octubre | 16:00    |
| Nueva Chicago           | 1 - 2     | Agropecuario           | República de Mataderos  | 17 de octubre | 16:00    |
| Deportivo Riestra       | 0 - 0     | Gimnasia y Esgrima (M) | Guillermo Laza          | 18 de octubre | 15:30    |
| Atlanta                 | 0 - 0     | Tigre                  | Don León Kolbowsky      | 18 de octubre | 15:35    |
| Belgrano                | 1 - 1     | Estudiantes (RC)       | Gigante de Alberdi      | 18 de octubre | 21:05    |
| San Martín (T)          | 2 - 1     | Temperley              | La Ciudadela            | 18 de octubre | 21:10    |
| Mitre (SdE)             | 1 - 0     | Alvarado               | Único Madre de Ciudades | 18 de octubre | 21:30    |
| Libre: Estudiantes (BA) |           |                        |                         |               |          |

| Fecha 31                      | Fecha 31  | Fecha 31          | Fecha 31                     | Fecha 31      | Fecha 31 |
| Local                         | Resultado | Visitante         | Estadio                      | Fecha         | Hora     |
| ----------------------------- | --------- | ----------------- | ---------------------------- | ------------- | -------- |
| Estudiantes (BA)              | 5 - 0     | Mitre (SdE)       | Ciudad de Caseros            | 23 de octubre | 15:30    |
| Alvarado                      | 1 - 0     | Atlanta           | José María Minella           | 23 de octubre | 19:00    |
| Tigre                         | 1 - 0     | Chacarita Juniors | Monumental de Victoria       | 23 de octubre | 19:10    |
| Agropecuario                  | 3 - 1     | Almirante Brown   | Ofelia Rosenzuaig            | 23 de octubre | 21:10    |
| Quilmes                       | 3 - 1     | Nueva Chicago     | Centenario Ciudad de Quilmes | 24 de octubre | 15:10    |
| Deportivo Maipú               | 0 - 2     | San Martín (T)    | Omar Higinio Sperdutti       | 24 de octubre | 16:30    |
| Estudiantes (RC)              | 2 - 0     | Deportivo Riestra | Antonio Candini              | 25 de octubre | 21:00    |
| Temperley                     | 3 - 2     | Belgrano          | Alfredo Beranger             | 25 de octubre | 21:05    |
| Libre: Gimnasia y Esgrima (M) |           |                   |                              |               |          |

| Fecha 32               | Fecha 32  | Fecha 32         | Fecha 32                   | Fecha 32       | Fecha 32 |
| Local                  | Resultado | Visitante        | Estadio                    | Fecha          | Hora     |
| ---------------------- | --------- | ---------------- | -------------------------- | -------------- | -------- |
| Atlanta                | 1 - 0     | Estudiantes (BA) | Don León Kolbowsky         | 30 de octubre  | 11:00    |
| Gimnasia y Esgrima (M) | 0 - 0     | Estudiantes (RC) | Víctor Antonio Legrotaglie | 30 de octubre  | 16:30    |
| Almirante Brown        | 0 - 0     | Quilmes          | Fragata Sarmiento          | 31 de octubre  | 15:35    |
| Belgrano               | 1 - 0     | Deportivo Maipú  | Gigante de Alberdi         | 31 de octubre  | 19:05    |
| San Martín (T)         | 1 - 0     | Agropecuario     | La Ciudadela               | 1 de noviembre | 18:00    |
| Deportivo Riestra      | 0 - 0     | Temperley        | Juan Pasquale              | 1 de noviembre | 19:00    |
| Nueva Chicago          | 2 - 4     | Tigre            | República de Mataderos     | 1 de noviembre | 21:10    |
| Chacarita Juniors      | 0 - 2     | Alvarado         | Chacarita Juniors          | 2 de noviembre | 20:05    |
| Libre: Mitre (SdE)     |           |                  |                            |                |          |

| Fecha 33                | Fecha 33  | Fecha 33               | Fecha 33                            | Fecha 33       | Fecha 33 |
| Local                   | Resultado | Visitante              | Estadio                             | Fecha          | Hora     |
| ----------------------- | --------- | ---------------------- | ----------------------------------- | -------------- | -------- |
| Mitre (SdE)             | 1 - 1     | Atlanta                | Doctores José y Antonio Castiglione | 5 de noviembre | 21:10    |
| Estudiantes (BA)        | 1 - 0     | Chacarita Juniors      | Ciudad de Caseros                   | 6 de noviembre | 17:00    |
| Quilmes                 | 0 - 0     | San Martín (T)         | Centenario Ciudad de Quilmes        | 6 de noviembre | 17:40    |
| Alvarado                | 4 - 0     | Nueva Chicago          | José María Minella                  | 6 de noviembre | 19:00    |
| Temperley               | 1 - 0     | Gimnasia y Esgrima (M) | Alfredo Beranger                    | 7 de noviembre | 16:00    |
| Deportivo Maipú         | 3 - 1     | Deportivo Riestra      | Omar Higinio Sperdutti              | 7 de noviembre | 16:30    |
| Tigre                   | 3 - 1     | Almirante Brown        | Monumental de Victoria              | 7 de noviembre | 17:40    |
| Agropecuario            | 1 - 2     | Belgrano               | Ofelia Rosenzuaig                   | 9 de noviembre | 20:35    |
| Libre: Estudiantes (RC) |           |                        |                                     |                |          |

| Fecha 34               | Fecha 34  | Fecha 34         | Fecha 34                   | Fecha 34        | Fecha 34 |
| Local                  | Resultado | Visitante        | Estadio                    | Fecha           | Hora     |
| ---------------------- | --------- | ---------------- | -------------------------- | --------------- | -------- |
| Estudiantes (RC)       | 1 - 3     | Temperley        | Fragata Sarmiento          | 11 de noviembre | 21:00    |
| Nueva Chicago          | 0 - 0     | Estudiantes (BA) | República de Mataderos     | 12 de noviembre | 15:00    |
| Chacarita Juniors      | 1 - 3     | Mitre (SdE)      | Chacarita Juniors          | 12 de noviembre | 16:00    |
| San Martín (T)         | 0 - 2     | Tigre            | La Ciudadela               | 15 de noviembre | 19:10    |
| Belgrano               | 0 - 1     | Quilmes          | Gigante de Alberdi         | 15 de noviembre | 19:10    |
| Deportivo Riestra      | 1 - 2     | Agropecuario     | Juan Pasquale              | 15 de noviembre | 19:10    |
| Gimnasia y Esgrima (M) | 1 - 1     | Deportivo Maipú  | Víctor Antonio Legrotaglie | 15 de noviembre | 19:10    |
| Almirante Brown        | 3 - 2     | Alvarado         | Fragata Sarmiento          | 15 de noviembre | 19:10    |
| Libre: Atlanta         |           |                  |                            |                 |          |

| 1. |

## Zona B

### Tabla de posiciones final
| Pos. | Equipo                  | Pts. | PJ | PG | PE | PP | GF | GC | Dif. |
| ---- | ----------------------- | ---- | -- | -- | -- | -- | -- | -- | ---- |
| 1.º  | Barracas Central        | 58   | 34 | 15 | 13 | 6  | 43 | 33 | 10   |
| 2.º  | Ferro Carril Oeste      | 57   | 34 | 15 | 12 | 7  | 49 | 28 | 21   |
| 3.º  | Independiente Rivadavia | 56   | 34 | 14 | 14 | 6  | 47 | 39 | 8    |
| 4.º  | Deportivo Morón         | 53   | 34 | 16 | 5  | 13 | 36 | 34 | 2    |
| 5.º  | Güemes (SdE)            | 52   | 34 | 13 | 13 | 8  | 38 | 31 | 7    |
| 6.º  | Gimnasia y Esgrima (J)  | 52   | 34 | 13 | 13 | 8  | 34 | 29 | 5    |
| 7.º  | Brown de Adrogué        | 47   | 34 | 12 | 11 | 11 | 41 | 40 | 1    |
| 8.º  | Tristán Suárez          | 45   | 34 | 11 | 12 | 11 | 43 | 42 | 1    |
| 9.º  | Almagro                 | 43   | 34 | 11 | 10 | 13 | 41 | 40 | 1    |
| 10.º | Defensores de Belgrano  | 42   | 34 | 9  | 15 | 10 | 27 | 32 | −5   |
| 11.º | Instituto               | 40   | 34 | 8  | 16 | 10 | 33 | 39 | −6   |
| 12.º | All Boys                | 39   | 34 | 9  | 12 | 13 | 31 | 32 | −1   |
| 13.º | San Martín (SJ)         | 38   | 34 | 9  | 11 | 14 | 37 | 39 | −2   |
| 14.º | Villa Dálmine           | 38   | 34 | 7  | 17 | 10 | 25 | 30 | −5   |
| 15.º | Atlético de Rafaela     | 37   | 34 | 9  | 10 | 15 | 34 | 37 | −3   |
| 16.º | Guillermo Brown         | 37   | 34 | 7  | 16 | 11 | 25 | 32 | −7   |
| 17.º | San Telmo               | 37   | 34 | 8  | 13 | 13 | 34 | 50 | −16  |
| 18.º | Ramón Santamarina       | 33   | 34 | 6  | 15 | 13 | 23 | 34 | −11  |

|  | Clasificado a la final por el título de campeón y a la Copa Argentina 2022.        |
|  | Clasificados al torneo reducido por el segundo ascenso y a la Copa Argentina 2022. |
|  | Clasificados a la Copa Argentina 2022.                                             |

#### Evolución de las posiciones

##### Primera rueda
| Equipo / Fecha          | 1    | 2    | 3    | 4    | 5    | 6    | 7    | 8    | 9    | 10   | 11   | 12   | 13   | 14   | 15   | 16   | 17   |
| ----------------------- | ---- | ---- | ---- | ---- | ---- | ---- | ---- | ---- | ---- | ---- | ---- | ---- | ---- | ---- | ---- | ---- | ---- |
| All Boys                | 16.º | 16.º | 7.º  | 4.º  | 3.º  | 3.º  | 2.º  | 2.º  | 3.º  | 3.º  | 3.º  | 8.º  | 8.º  | 10.º | 13.º | 15.º | 13.º |
| Almagro                 | 16.º | 9.º  | 5.º  | 7.º  | 11.º | 14.º | 15.º | 15.º | 16.º | 15.º | 13.º | 15.º | 15.º | 13.º | 9.º  | 8.º  | 3.º  |
| Atlético de Rafaela     | 15.º | 16.º | 17.º | 15.º | 15.º | 9.º  | 7.º  | 5.º  | 7.º  | 6.º  | 10.º | 12.º | 13.º | 12.º | 8.º  | 9.º  | 4.º  |
| Barracas Central        | 7.º  | 10.º | 10.º | 5.º  | 10.º | 6.º  | 9.º  | 6.º  | 12.º | 11.º | 11.º | 9.º  | 9.º  | 4.º  | 6.º  | 2.º  | 2.º  |
| Brown de Adrogué        | 6.º  | 4.º  | 3.º  | 2.º  | 4.º  | 4.º  | 4.º  | 4.º  | 4.º  | 5.º  | 8.º  | 6.º  | 6.º  | 3.º  | 4.º  | 4.º  | 8.º  |
| Defensores de Belgrano  | 9.º  | 11.º | 14.º | 13.º | 7.º  | 5.º  | 6.º  | 8.º  | 10.º | 10.º | 6.º  | 3.º  | 3.º  | 6.º  | 7.º  | 10.º | 6.º  |
| Deportivo Morón         | 2.º  | 7.º  | 4.º  | 8.º  | 6.º  | 12.º | 11.º | 13.º | 14.º | 13.º | 9.º  | 11.º | 10.º | 5.º  | 2.º  | 5.º  | 9.º  |
| Ferro Carril Oeste      | 18.º | 8.º  | 12.º | 17.º | 17.º | 17.º | 12.º | 10.º | 6.º  | 9.º  | 5.º  | 7.º  | 7.º  | 9.º  | 10.º | 7.º  | 10.º |
| Gimnasia y Esgrima (J)  | 13.º | 18.º | 18.º | 12.º | 13.º | 9.º  | 13.º | 11.º | 8.º  | 7.º  | 4.º  | 4.º  | 5.º  | 7.º  | 3.º  | 3.º  | 7.º  |
| Güemes (SdE)            | 4.º  | 1.º  | 1.º  | 3.º  | 1.º  | 1.º  | 3.º  | 1.º  | 2.º  | 1.º  | 1.º  | 1.º  | 1.º  | 1.º  | 1.º  | 1.º  | 1.º  |
| Guillermo Brown         | 14.º | 15.º | 15.º | 18.º | 18.º | 18.º | 18.º | 18.º | 18.º | 16.º | 17.º | 18.º | 18.º | 18.º | 17.º | 17.º | 17.º |
| Independiente Rivadavia | 9.º  | 3.º  | 2.º  | 1.º  | 2.º  | 2.º  | 1.º  | 3.º  | 1.º  | 2.º  | 2.º  | 2.º  | 2.º  | 2.º  | 5.º  | 6.º  | 5.º  |
| Instituto               | 9.º  | 12.º | 15.º | 14.º | 14.º | 15.º | 16.º | 16.º | 13.º | 14.º | 15.º | 13.º | 11.º | 14.º | 14.º | 13.º | 12.º |
| Ramón Santamarina       | 5.º  | 4.º  | 6.º  | 10.º | 9.º  | 11.º | 10.º | 9.º  | 5.º  | 4.º  | 7.º  | 4.º  | 4.º  | 8.º  | 11.º | 14.º | 15.º |
| San Martín (SJ)         | 1.º  | 2.º  | 7.º  | 11.º | 12.º | 7.º  | 8.º  | 12.º | 11.º | 12.º | 14.º | 14.º | 16.º | 16.º | 16.º | 16.º | 16.º |
| San Telmo               | 7.º  | 14.º | 13.º | 9.º  | 5.º  | 8.º  | 5.º  | 7.º  | 9.º  | 8.º  | 12.º | 10.º | 12.º | 11.º | 12.º | 11.º | 14.º |
| Tristán Suárez          | 2.º  | 6.º  | 9.º  | 5.º  | 8.º  | 13.º | 14.º | 14.º | 15.º | 17.º | 16.º | 16.º | 14.º | 15.º | 15.º | 12.º | 11.º |
| Villa Dálmine           | 9.º  | 12.º | 11.º | 16.º | 15.º | 16.º | 17.º | 17.º | 17.º | 18.º | 18.º | 17.º | 17.º | 17.º | 18.º | 18.º | 18.º |

|  |

##### Segunda rueda
| Equipo / Fecha          | 18   | 19   | 20   | 21   | 22   | 23   | 24   | 25   | 26   | 27   | 28   | 29   | 30   | 31   | 32   | 33   | 34   |
| ----------------------- | ---- | ---- | ---- | ---- | ---- | ---- | ---- | ---- | ---- | ---- | ---- | ---- | ---- | ---- | ---- | ---- | ---- |
| All Boys                | 13.º | 14.º | 14.º | 15.º | 13.º | 13.º | 14.º | 11.º | 11.º | 11.º | 11.º | 11.º | 11.º | 11.º | 11.º | 11.º | 12.º |
| Almagro                 | 7.º  | 7.º  | 7.º  | 8.º  | 8.º  | 7.º  | 10.º | 6.º  | 8.º  | 8.º  | 10.º | 8.º  | 8.º  | 8.º  | 8.º  | 9.º  | 9.º  |
| Atlético de Rafaela     | 9.º  | 10.º | 10.º | 11.º | 14.º | 15.º | 15.º | 16.º | 14.º | 14.º | 13.º | 13.º | 16.° | 16.º | 13.º | 14.º | 15.º |
| Barracas Central        | 2.º  | 2.º  | 2.º  | 2.º  | 1.º  | 1.º  | 1.º  | 1.º  | 1.º  | 2.º  | 1.º  | 2.º  | 1.º  | 1.º  | 1.º  | 1.º  | 1.º  |
| Brown de Adrogué        | 4.º  | 4.º  | 3.º  | 5.º  | 5.º  | 4.º  | 2.º  | 2.º  | 4.º  | 3.º  | 4.º  | 5.º  | 6.º  | 7.º  | 7.º  | 8.º  | 7.º  |
| Defensores de Belgrano  | 3.º  | 5.º  | 5.º  | 4.º  | 3.º  | 6.º  | 7.º  | 5.º  | 7.º  | 9.º  | 8.º  | 10.º | 9.º  | 9.º  | 10.º | 10.º | 10.º |
| Deportivo Morón         | 6.º  | 3.º  | 4.º  | 3.º  | 4.º  | 3.º  | 5.º  | 9.º  | 3.º  | 4.º  | 7.º  | 7.º  | 5.º  | 5.º  | 5.º  | 5.º  | 4.º  |
| Ferro Carril Oeste      | 10.º | 11.º | 11.º | 9.º  | 9.º  | 8.º  | 8.º  | 4.º  | 5.º  | 5.º  | 3.º  | 3.º  | 2.º  | 2.º  | 2.º  | 2.º  | 2.º  |
| Gimnasia y Esgrima (J)  | 5.º  | 6.º  | 6.º  | 7.º  | 7.º  | 10.º | 9.º  | 7.º  | 9.º  | 6.º  | 9.º  | 6.º  | 7.º  | 6.º  | 6.º  | 6.º  | 6.º  |
| Güemes (SdE)            | 1.º  | 1.º  | 1.º  | 1.º  | 2.º  | 2.º  | 3.º  | 3.º  | 2.º  | 1.º  | 2.º  | 1.º  | 3.º  | 3.º  | 4.º  | 4.º  | 5.º  |
| Guillermo Brown         | 17.º | 18.º | 18.º | 18.º | 18.º | 18.º | 17.º | 15.º | 16.º | 16.º | 17.º | 17.º | 17.º | 17.º | 18.º | 17.º | 16.º |
| Independiente Rivadavia | 8.º  | 8.º  | 9.º  | 6.º  | 6.º  | 5.º  | 4.º  | 8.º  | 10.º | 10.º | 6.º  | 4.º  | 4.º  | 4.º  | 3.º  | 3.º  | 3.º  |
| Instituto               | 12.º | 12.º | 12.º | 12.º | 10.º | 11.º | 13.º | 14.º | 15.º | 15.º | 16.º | 15.º | 15.° | 14.º | 16.º | 15.º | 11.º |
| Ramón Santamarina       | 16.º | 16.º | 15.º | 16.º | 16.º | 16.º | 16.º | 17.º | 17.º | 18.º | 18.º | 18.º | 18.º | 18.º | 17.º | 18.º | 18.º |
| San Martín (SJ)         | 15.º | 15.º | 16.º | 14.º | 12.º | 14.º | 11.º | 12.º | 12.º | 13.º | 14.º | 16.º | 13.° | 15.º | 12.º | 12.º | 13.º |
| San Telmo               | 14.º | 13.º | 13.º | 13.º | 15.º | 12.º | 12.º | 13.º | 13.º | 12.º | 12.º | 12.º | 12.° | 12.º | 15.º | 16.º | 17.º |
| Tristán Suárez          | 11.º | 9.º  | 8.º  | 10.º | 11.º | 9.º  | 6.º  | 10.º | 6.º  | 7.º  | 7.º  | 9.º  | 10.º | 10.º | 9.º  | 7.º  | 8.º  |
| Villa Dálmine           | 18.º | 17.º | 17.º | 17.º | 17.º | 17.º | 18.º | 18.º | 18.º | 17.º | 15.º | 14.º | 14.° | 13.º | 14.º | 13.º | 14.º |

| 1. |

### Resultados

#### Primera rueda
| Fecha 1                | Fecha 1   | Fecha 1                 | Fecha 1                       | Fecha 1     | Fecha 1 |
| Local                  | Resultado | Visitante               | Estadio                       | Fecha       | Hora    |
| ---------------------- | --------- | ----------------------- | ----------------------------- | ----------- | ------- |
| San Martín (SJ)        | 4 - 2     | Atlético de Rafaela     | Ingeniero Hilario Sánchez     | 12 de marzo | 18:00   |
| Defensores de Belgrano | 0 - 0     | Instituto               | Juan Pasquale                 | 13 de marzo | 17:10   |
| San Telmo              | 1 - 1     | Barracas Central        | Dr. Osvaldo Baletto           | 13 de marzo | 17:10   |
| Villa Dálmine          | 0 - 0     | Independiente Rivadavia | El Coliseo de Mitre y Puccini | 13 de marzo | 17:10   |
| Ramón Santamarina      | 2 - 1     | Gimnasia y Esgrima (J)  | Municipal General San Martín  | 13 de marzo | 17:30   |
| All Boys               | 1 - 3     | Deportivo Morón         | Islas Malvinas                | 13 de marzo | 19:30   |
| Brown de Adrogué       | 1 - 0     | Guillermo Brown         | Lorenzo Arandilla             | 14 de marzo | 17:10   |
| Güemes (SdE)           | 2 - 0     | Ferro Carril Oeste      | Arturo Miranda                | 14 de marzo | 20:00   |
| Almagro                | 1 - 3     | Tristán Suárez          | Tres de Febrero               | 15 de marzo | 21:30   |

| Fecha 2                 | Fecha 2   | Fecha 2                | Fecha 2                       | Fecha 2     | Fecha 2 |
| Local                   | Resultado | Visitante              | Estadio                       | Fecha       | Hora    |
| ----------------------- | --------- | ---------------------- | ----------------------------- | ----------- | ------- |
| Atlético de Rafaela     | 0 - 0     | Villa Dálmine          | Nuevo Monumental              | 19 de marzo | 17:00   |
| Barracas Central        | 1 - 1     | Defensores de Belgrano | Claudio Chiqui Tapia          | 20 de marzo | 15:30   |
| Tristán Suárez          | 1 - 2     | Güemes (SdE)           | 20 de Octubre                 | 20 de marzo | 16:00   |
| Instituto               | 0 - 0     | Ramón Santamarina      | Mario Alberto Kempes          | 20 de marzo | 16:30   |
| Gimnasia y Esgrima (J)  | 1 - 2     | Almagro                | 23 de Agosto                  | 20 de marzo | 17:00   |
| Ferro Carril Oeste      | 2 - 0     | Deportivo Morón        | Arquitecto Ricardo Etcheverri | 20 de marzo | 17:05   |
| Guillermo Brown         | 0 - 0     | San Martín (SJ)        | Raúl Conti                    | 21 de marzo | 16:00   |
| Brown de Adrogué        | 1 - 1     | All Boys               | Lorenzo Arandilla             | 21 de marzo | 16:30   |
| Independiente Rivadavia | 4 - 3     | San Telmo              | Bautista Gargantini           | 22 de marzo | 17:00   |

| Fecha 3                | Fecha 3   | Fecha 3                 | Fecha 3                       | Fecha 3     | Fecha 3 |
| Local                  | Resultado | Visitante               | Estadio                       | Fecha       | Hora    |
| ---------------------- | --------- | ----------------------- | ----------------------------- | ----------- | ------- |
| Almagro                | 2 - 1     | Instituto               | Tres de Febrero               | 27 de marzo | 15:30   |
| Ramón Santamarina      | 1 - 1     | Barracas Central        | Municipal General San Martín  | 27 de marzo | 16:30   |
| All Boys               | 3 - 0     | Ferro Carril Oeste      | Islas Malvinas                | 27 de marzo | 17:10   |
| San Telmo              | 0 - 0     | Atlético de Rafaela     | Dr. Osvaldo Baletto           | 28 de marzo | 15:30   |
| Villa Dálmine          | 1 - 1     | Guillermo Brown         | El Coliseo de Mitre y Puccini | 28 de marzo | 15:30   |
| Güemes (SdE)           | 1 - 0     | Gimnasia y Esgrima (J)  | Arturo Miranda                | 28 de marzo | 20:00   |
| San Martín (SJ)        | 1 - 2     | Brown de Adrogué        | Ingeniero Hilario Sánchez     | 29 de marzo | 17:00   |
| Defensores de Belgrano | 1 - 2     | Independiente Rivadavia | Juan Pasquale                 | 29 de marzo | 17:05   |
| Deportivo Morón        | 1 - 0     | Tristán Suárez          | Ciudad de Caseros             | 29 de marzo | 21:10   |

| Fecha 4                 | Fecha 4   | Fecha 4                | Fecha 4                   | Fecha 4    | Fecha 4 |
| Local                   | Resultado | Visitante              | Estadio                   | Fecha      | Hora    |
| ----------------------- | --------- | ---------------------- | ------------------------- | ---------- | ------- |
| Barracas Central        | 2 - 1     | Almagro                | Claudio Chiqui Tapia      | 3 de abril | 15:30   |
| Atlético de Rafaela     | 0 - 0     | Defensores de Belgrano | Nuevo Monumental          | 3 de abril | 16:00   |
| Tristán Suárez          | 1 - 0     | Ferro Carril Oeste     | 20 de Octubre             | 4 de abril | 14:45   |
| Brown de Adrogué        | 2 - 0     | Villa Dálmine          | Lorenzo Arandilla         | 4 de abril | 15:30   |
| Instituto               | 0 - 0     | Güemes (SdE)           | Juan Domingo Perón        | 4 de abril | 15:30   |
| Guillermo Brown         | 1 - 2     | San Telmo              | Raúl Conti                | 4 de abril | 16:00   |
| San Martín (SJ)         | 0 - 2     | All Boys               | Ingeniero Hilario Sánchez | 4 de abril | 16:45   |
| Gimnasia y Esgrima (J)  | 2 - 0     | Deportivo Morón        | 23 de Agosto              | 4 de abril | 17:00   |
| Independiente Rivadavia | 3 - 1     | Ramón Santamarina      | Bautista Gargantini       | 5 de abril | 17:00   |

| Fecha 5                | Fecha 5   | Fecha 5                 | Fecha 5                       | Fecha 5     | Fecha 5 |
| Local                  | Resultado | Visitante               | Estadio                       | Fecha       | Hora    |
| ---------------------- | --------- | ----------------------- | ----------------------------- | ----------- | ------- |
| Ferro Carril Oeste     | 0 - 0     | Gimnasia y Esgrima (J)  | Arquitecto Ricardo Etcheverri | 10 de abril | 14:10   |
| Defensores de Belgrano | 2 - 0     | Guillermo Brown         | Juan Pasquale                 | 10 de abril | 15:30   |
| Villa Dálmine          | 1 - 1     | San Martín (SJ)         | El Coliseo de Mitre y Puccini | 10 de abril | 15:30   |
| All Boys               | 2 - 0     | Tristán Suárez          | Islas Malvinas                | 11 de abril | 14:10   |
| Almagro                | 0 - 2     | Independiente Rivadavia | Tres de Febrero               | 11 de abril | 15:30   |
| San Telmo              | 2 - 1     | Brown de Adrogué        | Dr. Osvaldo Baletto           | 11 de abril | 15:30   |
| Deportivo Morón        | 2 - 2     | Instituto               | Nuevo Francisco Urbano        | 11 de abril | 16:10   |
| Ramón Santamarina      | 0 - 0     | Atlético de Rafaela     | Municipal General San Martín  | 11 de abril | 16:30   |
| Güemes (SdE)           | 3 - 0     | Barracas Central        | Arturo Miranda                | 11 de abril | 20:00   |

| Fecha 6                 | Fecha 6   | Fecha 6                | Fecha 6                       | Fecha 6     | Fecha 6 |
| Local                   | Resultado | Visitante              | Estadio                       | Fecha       | Hora    |
| ----------------------- | --------- | ---------------------- | ----------------------------- | ----------- | ------- |
| Brown de Adrogué        | 0 - 3     | Defensores de Belgrano | Lorenzo Arandilla             | 17 de abril | 15:00   |
| Instituto               | 2 - 2     | Ferro Carril Oeste     | Juan Domingo Perón            | 17 de abril | 15:30   |
| Barracas Central        | 1 - 0     | Deportivo Morón        | Claudio Chiqui Tapia          | 17 de abril | 15:30   |
| Villa Dálmine           | 0 - 0     | All Boys               | El Coliseo de Mitre y Puccini | 17 de abril | 16:30   |
| Gimnasia y Esgrima (J)  | 2 - 0     | Tristán Suárez         | 23 de Agosto                  | 17 de abril | 17:00   |
| Atlético de Rafaela     | 4 - 1     | Almagro                | Nuevo Monumental              | 18 de abril | 15:00   |
| Guillermo Brown         | 0 - 0     | Ramón Santamarina      | Raúl Conti                    | 18 de abril | 16:00   |
| San Martín (SJ)         | 5 - 0     | San Telmo              | Ingeniero Hilario Sánchez     | 18 de abril | 16:30   |
| Independiente Rivadavia | 1 - 1     | Güemes (SdE)           | Bautista Gargantini           | 18 de abril | 20:00   |

| Fecha 7                | Fecha 7   | Fecha 7                 | Fecha 7                       | Fecha 7     | Fecha 7 |
| Local                  | Resultado | Visitante               | Estadio                       | Fecha       | Hora    |
| ---------------------- | --------- | ----------------------- | ----------------------------- | ----------- | ------- |
| All Boys               | 1 - 0     | Gimnasia y Esgrima (J)  | Islas Malvinas                | 24 de abril | 14:00   |
| Tristán Suárez         | 2 - 2     | Instituto               | 20 de Octubre                 | 24 de abril | 15:00   |
| Almagro                | 2 - 2     | Guillermo Brown         | Tres de Febrero               | 24 de abril | 15:00   |
| Ramón Santamarina      | 0 - 0     | Brown de Adrogué        | Municipal General San Martín  | 24 de abril | 15:00   |
| Ferro Carril Oeste     | 2 - 1     | Barracas Central        | Arquitecto Ricardo Etcheverri | 24 de abril | 15:30   |
| Defensores de Belgrano | 1 - 1     | San Martín (SJ)         | Juan Pasquale                 | 24 de abril | 16:00   |
| Deportivo Morón        | 2 - 2     | Independiente Rivadavia | Nuevo Francisco Urbano        | 25 de abril | 14:00   |
| San Telmo              | 1 - 0     | Villa Dálmine           | Dr. Osvaldo Baletto           | 25 de abril | 15:30   |
| Güemes (SdE)           | 0 - 2     | Atlético de Rafaela     | Único Madre de Ciudades       | 25 de abril | 20:00   |

| Fecha 8                 | Fecha 8   | Fecha 8                | Fecha 8                       | Fecha 8     | Fecha 8 |
| Local                   | Resultado | Visitante              | Estadio                       | Fecha       | Hora    |
| ----------------------- | --------- | ---------------------- | ----------------------------- | ----------- | ------- |
| Brown de Adrogué        | 2 - 0     | Almagro                | Lorenzo Arandilla             | 30 de abril | 15:00   |
| Instituto               | 1 - 2     | Gimnasia y Esgrima (J) | Juan Domingo Perón            | 30 de abril | 15:00   |
| Guillermo Brown         | 1 - 2     | Güemes (SdE)           | Raúl Conti                    | 2 de mayo   | 15:00   |
| Atlético de Rafaela     | 3 - 1     | Deportivo Morón        | Nuevo Monumental              | 2 de mayo   | 15:00   |
| San Telmo               | 1 - 1     | All Boys               | Dr. Osvaldo Baletto           | 2 de mayo   | 15:30   |
| Independiente Rivadavia | 1 - 2     | Ferro Carril Oeste     | Omar Higinio Sperdutti        | 2 de mayo   | 15:30   |
| San Martín (SJ)         | 0 - 2     | Ramón Santamarina      | San Juan del Bicentenario     | 2 de mayo   | 16:30   |
| Barracas Central        | 3 - 1     | Tristán Suárez         | Claudio Chiqui Tapia          | 3 de mayo   | 15:30   |
| Villa Dálmine           | 0 - 0     | Defensores de Belgrano | El Coliseo de Mitre y Puccini | 4 de mayo   | 15:10   |

| Fecha 9                | Fecha 9   | Fecha 9                 | Fecha 9                       | Fecha 9    | Fecha 9 |
| Local                  | Resultado | Visitante               | Estadio                       | Fecha      | Hora    |
| ---------------------- | --------- | ----------------------- | ----------------------------- | ---------- | ------- |
| Tristán Suárez         | 1 - 2     | Independiente Rivadavia | 20 de Octubre                 | 8 de mayo  | 15:00   |
| Deportivo Morón        | 0 - 0     | Guillermo Brown         | Nuevo Francisco Urbano        | 8 de mayo  | 15:00   |
| Ferro Carril Oeste     | 1 - 0     | Atlético de Rafaela     | Arquitecto Ricardo Etcheverri | 8 de mayo  | 15:30   |
| All Boys               | 1 - 2     | Instituto               | Islas Malvinas                | 8 de mayo  | 16:00   |
| Gimnasia y Esgrima (J) | 2 - 1     | Barracas Central        | 23 de Agosto                  | 9 de mayo  | 14:00   |
| Almagro                | 0 - 1     | San Martín (SJ)         | Tres de Febrero               | 9 de mayo  | 15:00   |
| Ramón Santamarina      | 2 - 0     | Villa Dálmine           | Municipal General San Martín  | 9 de mayo  | 15:00   |
| Güemes (SdE)           | 1 - 1     | Brown de Adrogué        | Arturo Miranda                | 9 de mayo  | 20:00   |
| Defensores de Belgrano | 0 - 0     | San Telmo               | Juan Pasquale                 | 10 de mayo | 17:10   |

| Fecha 10                | Fecha 10  | Fecha 10               | Fecha 10                      | Fecha 10   | Fecha 10 |
| Local                   | Resultado | Visitante              | Estadio                       | Fecha      | Hora     |
| ----------------------- | --------- | ---------------------- | ----------------------------- | ---------- | -------- |
| Atlético de Rafaela     | 2 - 2     | Tristán Suárez         | Nuevo Monumental              | 13 de mayo | 21:10    |
| Barracas Central        | 1 - 1     | Instituto              | Claudio Chiqui Tapia          | 15 de mayo | 15:30    |
| Villa Dálmine           | 0 - 1     | Almagro                | El Coliseo de Mitre y Puccini | 16 de mayo | 12:00    |
| San Telmo               | 2 - 2     | Ramón Santamarina      | Dr. Osvaldo Baletto           | 16 de mayo | 15:00    |
| Brown de Adrogué        | 0 - 1     | Deportivo Morón        | Lorenzo Arandilla             | 16 de mayo | 15:00    |
| Guillermo Brown         | 3 - 1     | Ferro Carril Oeste     | Raúl Conti                    | 16 de mayo | 15:00    |
| San Martín (SJ)         | 1 - 2     | Güemes (SdE)           | Ingeniero Hilario Sánchez     | 16 de mayo | 16:00    |
| Independiente Rivadavia | 1 - 1     | Gimnasia y Esgrima (J) | San Juan del Bicentenario     | 17 de mayo | 14:00    |
| Defensores de Belgrano  | 0 - 0     | All Boys               | Juan Pasquale                 | 17 de mayo | 15:10    |

| Fecha 11               | Fecha 11  | Fecha 11                | Fecha 11                      | Fecha 11    | Fecha 11 |
| Local                  | Resultado | Visitante               | Estadio                       | Fecha       | Hora     |
| ---------------------- | --------- | ----------------------- | ----------------------------- | ----------- | -------- |
| Tristán Suárez         | 1 - 0     | Guillermo Brown         | 20 de Octubre                 | 9 de junio  | 15:00    |
| Instituto              | 0 - 0     | Independiente Rivadavia | Juan Domingo Perón            | 9 de junio  | 15:30    |
| Güemes (SdE)           | 0 - 0     | Villa Dálmine           | Arturo Miranda                | 9 de junio  | 16:00    |
| Gimnasia y Esgrima (J) | 1 - 0     | Atlético de Rafaela     | 23 de Agosto                  | 10 de junio | 14:00    |
| Deportivo Morón        | 1 - 0     | San Martín (SJ)         | Nuevo Francisco Urbano        | 10 de junio | 15:00    |
| Ramón Santamarina      | 0 - 2     | Defensores de Belgrano  | Municipal General San Martín  | 10 de junio | 15:00    |
| Ferro Carril Oeste     | 1 - 0     | Brown de Adrogué        | Arquitecto Ricardo Etcheverri | 11 de junio | 14:00    |
| Almagro                | 1 - 0     | San Telmo               | Tres de Febrero               | 11 de junio | 15:30    |
| All Boys               | 0 - 0     | Barracas Central        | Islas Malvinas                | 11 de junio | 16:00    |

| Fecha 12                | Fecha 12  | Fecha 12               | Fecha 12                      | Fecha 12    | Fecha 12 |
| Local                   | Resultado | Visitante              | Estadio                       | Fecha       | Hora     |
| ----------------------- | --------- | ---------------------- | ----------------------------- | ----------- | -------- |
| San Telmo               | 1 - 1     | Güemes (SdE)           | Dr. Osvaldo Baletto           | 17 de junio | 14:00    |
| Villa Dálmine           | 2 - 0     | Deportivo Morón        | El Coliseo de Mitre y Puccini | 17 de junio | 14:00    |
| Ramón Santamarina       | 2 - 0     | All Boys               | Municipal General San Martín  | 17 de junio | 15:00    |
| Brown de Adrogué        | 2 - 1     | Tristán Suárez         | Lorenzo Arandilla             | 17 de junio | 15:00    |
| Guillermo Brown         | 0 - 0     | Gimnasia y Esgrima (J) | Raúl Conti                    | 17 de junio | 15:00    |
| Atlético de Rafaela     | 0 - 1     | Instituto              | Nuevo Monumental              | 17 de junio | 15:00    |
| Independiente Rivadavia | 0 - 0     | Barracas Central       | Bautista Gargantini           | 17 de junio | 15:10    |
| Defensores de Belgrano  | 1 - 0     | Almagro                | Juan Pasquale                 | 17 de junio | 15:30    |
| San Martín (SJ)         | 1 - 1     | Ferro Carril Oeste     | Ingeniero Hilario Sánchez     | 17 de junio | 15:30    |

| Fecha 13               | Fecha 13  | Fecha 13                | Fecha 13                      | Fecha 13    | Fecha 13 |
| Local                  | Resultado | Visitante               | Estadio                       | Fecha       | Hora     |
| ---------------------- | --------- | ----------------------- | ----------------------------- | ----------- | -------- |
| Tristán Suárez         | 4 - 1     | San Martín (SJ)         | 20 de Octubre                 | 22 de junio | 15:00    |
| Barracas Central       | 2 - 1     | Atlético de Rafaela     | Claudio Chiqui Tapia          | 22 de junio | 15:30    |
| Almagro                | 1 - 1     | Ramón Santamarina       | Tres de Febrero               | 22 de junio | 15:30    |
| All Boys               | 1 - 1     | Independiente Rivadavia | Islas Malvinas                | 23 de junio | 14:10    |
| Instituto              | 1 - 1     | Guillermo Brown         | Juan Domingo Perón            | 23 de junio | 15:00    |
| Deportivo Morón        | 2 - 0     | San Telmo               | Nuevo Francisco Urbano        | 23 de junio | 15:00    |
| Ferro Carril Oeste     | 0 - 0     | Villa Dálmine           | Arquitecto Ricardo Etcheverri | 23 de junio | 15:30    |
| Güemes (SdE)           | 2 - 2     | Defensores de Belgrano  | Arturo Miranda                | 23 de junio | 15:30    |
| Gimnasia y Esgrima (J) | 0 - 0     | Brown de Adrogué        | 23 de Agosto                  | 24 de junio | 14:00    |

| Fecha 14               | Fecha 14  | Fecha 14                | Fecha 14                      | Fecha 14    | Fecha 14 |
| Local                  | Resultado | Visitante               | Estadio                       | Fecha       | Hora     |
| ---------------------- | --------- | ----------------------- | ----------------------------- | ----------- | -------- |
| Guillermo Brown        | 0 - 1     | Barracas Central        | Raúl Conti                    | 27 de junio | 11:00    |
| San Telmo              | 1 - 0     | Ferro Carril Oeste      | Dr. Osvaldo Baletto           | 27 de junio | 14:00    |
| Villa Dálmine          | 1 - 1     | Tristán Suárez          | El Coliseo de Mitre y Puccini | 27 de junio | 14:00    |
| Almagro                | 3 - 0     | All Boys                | Tres de Febrero               | 27 de junio | 15:00    |
| Ramón Santamarina      | 1 - 2     | Güemes (SdE)            | Municipal General San Martín  | 27 de junio | 15:00    |
| Atlético de Rafaela    | 2 - 1     | Independiente Rivadavia | Nuevo Monumental              | 27 de junio | 15:00    |
| Brown de Adrogué       | 2 - 0     | Instituto               | Lorenzo Arandilla             | 28 de junio | 15:00    |
| Defensores de Belgrano | 0 - 2     | Deportivo Morón         | Juan Pasquale                 | 29 de junio | 15:00    |
| San Martín (SJ)        | 2 - 2     | Gimnasia y Esgrima (J)  | Ingeniero Hilario Sánchez     | 29 de junio | 16:00    |

| Fecha 15                | Fecha 15  | Fecha 15               | Fecha 15                      | Fecha 15   | Fecha 15 |
| Local                   | Resultado | Visitante              | Estadio                       | Fecha      | Hora     |
| ----------------------- | --------- | ---------------------- | ----------------------------- | ---------- | -------- |
| Barracas Central        | 1 - 1     | Brown de Adrogué       | Claudio Chiqui Tapia          | 3 de julio | 14:00    |
| Tristán Suárez          | 1 - 1     | San Telmo              | 20 de Octubre                 | 3 de julio | 15:00    |
| Deportivo Morón         | 2 - 1     | Ramón Santamarina      | Nuevo Francisco Urbano        | 4 de julio | 15:00    |
| Güemes (SdE)            | 0 - 2     | Almagro                | Arturo Miranda                | 4 de julio | 15:00    |
| Ferro Carril Oeste      | 1 - 1     | Defensores de Belgrano | Arquitecto Ricardo Etcheverri | 4 de julio | 15:10    |
| Instituto               | 1 - 1     | San Martín (SJ)        | Juan Domingo Perón            | 4 de julio | 15:30    |
| Independiente Rivadavia | 0 - 2     | Guillermo Brown        | Bautista Gargantini           | 4 de julio | 15:30    |
| All Boys                | 0 - 1     | Atlético de Rafaela    | Islas Malvinas                | 4 de julio | 15:30    |
| Gimnasia y Esgrima (J)  | 1 - 0     | Villa Dálmine          | 23 de Agosto                  | 5 de julio | 14:00    |

| Fecha 16               | Fecha 16  | Fecha 16                | Fecha 16                      | Fecha 16    | Fecha 16 |
| Local                  | Resultado | Visitante               | Estadio                       | Fecha       | Hora     |
| ---------------------- | --------- | ----------------------- | ----------------------------- | ----------- | -------- |
| Brown de Adrogué       | 1 - 1     | Independiente Rivadavia | Lorenzo Arandilla             | 10 de julio | 15:00    |
| Defensores de Belgrano | 1 - 6     | Tristán Suárez          | Juan Pasquale                 | 10 de julio | 15:00    |
| San Telmo              | 0 - 0     | Gimnasia y Esgrima (J)  | Dr. Osvaldo Baletto           | 10 de julio | 15:00    |
| Güemes (SdE)           | 1 - 0     | All Boys                | Arturo Miranda                | 11 de julio | 15:00    |
| Almagro                | 2 - 1     | Deportivo Morón         | Tres de Febrero               | 11 de julio | 15:00    |
| Ramón Santamarina      | 0 - 2     | Ferro Carril Oeste      | Municipal General San Martín  | 11 de julio | 15:00    |
| Guillermo Brown        | 1 - 1     | Atlético de Rafaela     | Raúl Conti                    | 11 de julio | 15:00    |
| Villa Dálmine          | 1 - 2     | Instituto               | El Coliseo de Mitre y Puccini | 12 de julio | 14:00    |
| San Martín (SJ)        | 2 - 3     | Barracas Central        | Ingeniero Hilario Sánchez     | 12 de julio | 15:30    |

| Fecha 17                | Fecha 17  | Fecha 17               | Fecha 17                      | Fecha 17    | Fecha 17 |
| Local                   | Resultado | Visitante              | Estadio                       | Fecha       | Hora     |
| ----------------------- | --------- | ---------------------- | ----------------------------- | ----------- | -------- |
| Gimnasia y Esgrima (J)  | 3 - 1     | Defensores de Belgrano | 23 de Agosto                  | 17 de julio | 15:00    |
| Tristán Suárez          | 2 - 1     | Ramón Santamarina      | 20 de Octubre                 | 17 de julio | 15:00    |
| All Boys                | 3 - 0     | Guillermo Brown        | Islas Malvinas                | 17 de julio | 15:30    |
| Independiente Rivadavia | 1 - 1     | San Martín (SJ)        | Bautista Gargantini           | 17 de julio | 15:30    |
| Barracas Central        | 1 - 0     | Villa Dálmine          | Claudio Chiqui Tapia          | 17 de julio | 15:30    |
| Deportivo Morón         | 0 - 2     | Güemes (SdE)           | Nuevo Francisco Urbano        | 18 de julio | 15:10    |
| Atlético de Rafaela     | 2 - 0     | Brown de Adrogué       | Nuevo Monumental              | 18 de julio | 15:30    |
| Ferro Carril Oeste      | 1 - 2     | Almagro                | Arquitecto Ricardo Etcheverri | 18 de julio | 15:30    |
| Instituto               | 1 - 0     | San Telmo              | Juan Domingo Perón            | 19 de julio | 15:00    |

1. ↑  Postergada por las medidas gubernamentales implementadas para el control de la pandemia de covid-19.[35]

#### Segunda rueda
| Fecha 18                | Fecha 18  | Fecha 18               | Fecha 18                      | Fecha 18    | Fecha 18 |
| Local                   | Resultado | Visitante              | Estadio                       | Fecha       | Hora     |
| ----------------------- | --------- | ---------------------- | ----------------------------- | ----------- | -------- |
| Tristán Suárez          | 1 - 1     | Almagro                | 20 de Octubre                 | 23 de julio | 20:00    |
| Gimnasia y Esgrima (J)  | 1 - 0     | Ramón Santamarina      | 23 de Agosto                  | 24 de julio | 15:00    |
| Guillermo Brown         | 0 - 3     | Brown de Adrogué       | Raúl Conti                    | 24 de julio | 15:00    |
| Ferro Carril Oeste      | 1 - 1     | Güemes (SdE)           | Arquitecto Ricardo Etcheverri | 24 de julio | 15:10    |
| Barracas Central        | 3 - 2     | San Telmo              | Claudio Chiqui Tapia          | 24 de julio | 15:30    |
| Independiente Rivadavia | 1 - 1     | Villa Dálmine          | Bautista Gargantini           | 24 de julio | 15:30    |
| Atlético de Rafaela     | 0 - 2     | San Martín (SJ)        | Nuevo Monumental              | 24 de julio | 15:30    |
| Deportivo Morón         | 3 - 0     | All Boys               | Nuevo Francisco Urbano        | 25 de julio | 15:05    |
| Instituto               | 0 - 2     | Defensores de Belgrano | Juan Domingo Perón            | 25 de julio | 15:30    |

| Fecha 19               | Fecha 19  | Fecha 19                | Fecha 19                      | Fecha 19    | Fecha 19 |
| Local                  | Resultado | Visitante               | Estadio                       | Fecha       | Hora     |
| ---------------------- | --------- | ----------------------- | ----------------------------- | ----------- | -------- |
| Villa Dálmine          | 1 - 0     | Atlético de Rafaela     | El Coliseo de Mitre y Puccini | 31 de julio | 14:00    |
| Defensores de Belgrano | 0 - 0     | Barracas Central        | Juan Pasquale                 | 31 de julio | 15:00    |
| All Boys               | 1 - 1     | Brown de Adrogué        | Islas Malvinas                | 31 de julio | 15:30    |
| San Martín (SJ)        | 0 - 0     | Guillermo Brown         | Ingeniero Hilario Sánchez     | 31 de julio | 16:00    |
| San Telmo              | 1 - 0     | Independiente Rivadavia | Dr. Osvaldo Baletto           | 1 de agosto | 15:00    |
| Almagro                | 2 - 2     | Gimnasia y Esgrima (J)  | Tres de Febrero               | 1 de agosto | 15:00    |
| Güemes (SdE)           | 0 - 0     | Tristán Suárez          | Arturo Miranda                | 1 de agosto | 15:00    |
| Deportivo Morón        | 1 - 0     | Ferro Carril Oeste      | Nuevo Francisco Urbano        | 1 de agosto | 15:00    |
| Ramón Santamarina      | 0 - 0     | Instituto               | Municipal General San Martín  | 2 de agosto | 15:00    |

| Fecha 20                | Fecha 20  | Fecha 20               | Fecha 20                      | Fecha 20     | Fecha 20 |
| Local                   | Resultado | Visitante              | Estadio                       | Fecha        | Hora     |
| ----------------------- | --------- | ---------------------- | ----------------------------- | ------------ | -------- |
| Atlético de Rafaela     | 2 - 2     | San Telmo              | Nuevo Monumental              | 6 de agosto  | 16:00    |
| Tristán Suárez          | 2 - 0     | Deportivo Morón        | 20 de Octubre                 | 7 de agosto  | 15:00    |
| Gimnasia y Esgrima (J)  | 1 - 1     | Güemes (SdE)           | 23 de Agosto                  | 7 de agosto  | 15:00    |
| Brown de Adrogué        | 1 - 0     | San Martín (SJ)        | Lorenzo Arandilla             | 7 de agosto  | 15:00    |
| Guillermo Brown         | 1 - 1     | Villa Dálmine          | Raúl Conti                    | 7 de agosto  | 15:30    |
| Independiente Rivadavia | 1 - 1     | Defensores de Belgrano | Malvinas Argentinas           | 8 de agosto  | 16:00    |
| Instituto               | 1 - 1     | Almagro                | Juan Domingo Perón            | 9 de agosto  | 15:00    |
| Barracas Central        | 2 - 2     | Ramón Santamarina      | Claudio Chiqui Tapia          | 9 de agosto  | 15:00    |
| Ferro Carril Oeste      | 0 - 0     | All Boys               | Arquitecto Ricardo Etcheverri | 10 de agosto | 21:10    |

| Fecha 21               | Fecha 21  | Fecha 21                | Fecha 21                      | Fecha 21     | Fecha 21 |
| Local                  | Resultado | Visitante               | Estadio                       | Fecha        | Hora     |
| ---------------------- | --------- | ----------------------- | ----------------------------- | ------------ | -------- |
| Deportivo Morón        | 2 - 0     | Gimnasia y Esgrima (J)  | Nuevo Francisco Urbano        | 14 de agosto | 12:10    |
| Villa Dálmine          | 1 - 0     | Brown de Adrogué        | El Coliseo de Mitre y Puccini | 15 de agosto | 15:00    |
| San Telmo              | 1 - 2     | Guillermo Brown         | Dr. Osvaldo Baletto           | 15 de agosto | 15:00    |
| Defensores de Belgrano | 2 - 0     | Atlético de Rafaela     | Juan Pasquale                 | 15 de agosto | 15:00    |
| Ramón Santamarina      | 0 - 1     | Independiente Rivadavia | Municipal General San Martín  | 15 de agosto | 15:00    |
| Almagro                | 0 - 1     | Barracas Central        | Tres de Febrero               | 15 de agosto | 15:00    |
| All Boys               | 0 - 1     | San Martín (SJ)         | Islas Malvinas                | 15 de agosto | 15:30    |
| Ferro Carril Oeste     | 2 - 0     | Tristán Suárez          | Arquitecto Ricardo Etcheverri | 15 de agosto | 15:30    |
| Güemes (SdE)           | 1 - 1     | Instituto               | Arturo Miranda                | 17 de agosto | 15:30    |

| Fecha 22                | Fecha 22  | Fecha 22               | Fecha 22                  | Fecha 22     | Fecha 22 |
| Local                   | Resultado | Visitante              | Estadio                   | Fecha        | Hora     |
| ----------------------- | --------- | ---------------------- | ------------------------- | ------------ | -------- |
| Barracas Central        | 1 - 0     | Güemes (SdE)           | Claudio Chiqui Tapia      | 21 de agosto | 12:10    |
| Brown de Adrogué        | 2 - 2     | San Telmo              | Lorenzo Arandilla         | 21 de agosto | 15:00    |
| Gimnasia y Esgrima (J)  | 0 - 0     | Ferro Carril Oeste     | 23 de Agosto              | 21 de agosto | 15:00    |
| Tristán Suárez          | 0 - 2     | All Boys               | 20 de Octubre             | 21 de agosto | 15:00    |
| Guillermo Brown         | 1 - 1     | Defensores de Belgrano | Raúl Conti                | 21 de agosto | 15:30    |
| Independiente Rivadavia | 1 - 1     | Almagro                | Bautista Gargantini       | 22 de agosto | 15:30    |
| Atlético de Rafaela     | 0 - 1     | Ramón Santamarina      | Nuevo Monumental          | 22 de agosto | 16:00    |
| San Martín (SJ)         | 1 - 0     | Villa Dálmine          | Ingeniero Hilario Sánchez | 22 de agosto | 16:00    |
| Instituto               | 2 - 1     | Deportivo Morón        | Juan Domingo Perón        | 23 de agosto | 15:35    |

| Fecha 23               | Fecha 23  | Fecha 23                | Fecha 23                      | Fecha 23     | Fecha 23 |
| Local                  | Resultado | Visitante               | Estadio                       | Fecha        | Hora     |
| ---------------------- | --------- | ----------------------- | ----------------------------- | ------------ | -------- |
| Güemes (SdE)           | 0 - 2     | Independiente Rivadavia | Arturo Miranda                | 27 de agosto | 20:10    |
| San Telmo              | 2 - 1     | San Martín (SJ)         | Dr. Osvaldo Baletto           | 28 de agosto | 15:00    |
| Almagro                | 1 - 0     | Atlético de Rafaela     | Tres de Febrero               | 28 de agosto | 15:00    |
| Tristán Suárez         | 2 - 0     | Gimnasia y Esgrima (J)  | 20 de Octubre                 | 28 de agosto | 15:00    |
| All Boys               | 0 - 0     | Villa Dálmine           | Islas Malvinas                | 28 de agosto | 15:30    |
| Defensores de Belgrano | 0 - 3     | Brown de Adrogué        | Juan Pasquale                 | 28 de agosto | 17:10    |
| Ramón Santamarina      | 1 - 1     | Guillermo Brown         | Municipal General San Martín  | 29 de agosto | 15:00    |
| Ferro Carril Oeste     | 3 - 1     | Instituto               | Arquitecto Ricardo Etcheverri | 29 de agosto | 15:30    |
| Deportivo Morón        | 2 - 0     | Barracas Central        | Nuevo Francisco Urbano        | 29 de agosto | 17:10    |

| Fecha 24                | Fecha 24  | Fecha 24               | Fecha 24                      | Fecha 24        | Fecha 24 |
| Local                   | Resultado | Visitante              | Estadio                       | Fecha           | Hora     |
| ----------------------- | --------- | ---------------------- | ----------------------------- | --------------- | -------- |
| Barracas Central        | 0 - 0     | Ferro Carril Oeste     | Claudio Chiqui Tapia          | 3 de septiembre | 15:30    |
| San Martín (SJ)         | 1 - 0     | Defensores de Belgrano | Ingeniero Hilario Sánchez     | 3 de septiembre | 16:00    |
| Atlético de Rafaela     | 1 - 1     | Güemes (SdE)           | Nuevo Monumental              | 3 de septiembre | 19:10    |
| Gimnasia y Esgrima (J)  | 1 - 0     | All Boys               | 23 de Agosto                  | 4 de septiembre | 15:00    |
| Instituto               | 1 - 2     | Tristán Suárez         | Juan Domingo Perón            | 4 de septiembre | 15:00    |
| Brown de Adrogué        | 2 - 0     | Ramón Santamarina      | Lorenzo Arandilla             | 4 de septiembre | 15:00    |
| Villa Dálmine           | 3 - 3     | San Telmo              | El Coliseo de Mitre y Puccini | 4 de septiembre | 15:00    |
| Independiente Rivadavia | 2 - 0     | Deportivo Morón        | Bautista Gargantini           | 4 de septiembre | 15:30    |
| Guillermo Brown         | 1 - 0     | Almagro                | Raúl Conti                    | 4 de septiembre | 15:30    |

| Fecha 25               | Fecha 25  | Fecha 25                | Fecha 25                      | Fecha 25         | Fecha 25 |
| Local                  | Resultado | Visitante               | Estadio                       | Fecha            | Hora     |
| ---------------------- | --------- | ----------------------- | ----------------------------- | ---------------- | -------- |
| Güemes (SdE)           | 0 - 3     | Guillermo Brown         | Arturo Miranda                | 8 de septiembre  | 15:00    |
| Gimnasia y Esgrima (J) | 2 - 0     | Instituto               | 23 de Agosto                  | 8 de septiembre  | 19:10    |
| Ferro Carril Oeste     | 6 - 0     | Independiente Rivadavia | Arquitecto Ricardo Etcheverri | 10 de septiembre | 14:30    |
| Defensores de Belgrano | 2 - 0     | Villa Dálmine           | Juan Pasquale                 | 10 de septiembre | 15:00    |
| Ramón Santamarina      | 0 - 0     | San Martín (SJ)         | Municipal General San Martín  | 10 de septiembre | 15:00    |
| Tristán Suárez         | 2 - 2     | Barracas Central        | 20 de Octubre                 | 10 de septiembre | 15:00    |
| Almagro                | 5 - 0     | Brown de Adrogué        | Tres de Febrero               | 10 de septiembre | 15:30    |
| Deportivo Morón        | 0 - 0     | Atlético de Rafaela     | Nuevo Francisco Urbano        | 10 de septiembre | 20:35    |
| All Boys               | 3 - 0     | San Telmo               | Islas Malvinas                | 13 de septiembre | 15:30    |

| Fecha 26                | Fecha 26  | Fecha 26               | Fecha 26                      | Fecha 26         | Fecha 26 |
| Local                   | Resultado | Visitante              | Estadio                       | Fecha            | Hora     |
| ----------------------- | --------- | ---------------------- | ----------------------------- | ---------------- | -------- |
| Atlético de Rafaela     | 1 - 1     | Ferro Carril Oeste     | Nuevo Monumental              | 17 de septiembre | 15:30    |
| Brown de Adrogué        | 1 - 3     | Güemes (SdE)           | Lorenzo Arandilla             | 17 de septiembre | 15:35    |
| San Martín (SJ)         | 1 - 1     | Almagro                | Ingeniero Hilario Sánchez     | 17 de septiembre | 16:00    |
| Barracas Central        | 1 - 1     | Gimnasia y Esgrima (J) | Claudio Chiqui Tapia          | 18 de septiembre | 15:00    |
| Villa Dálmine           | 1 - 0     | Ramón Santamarina      | El Coliseo de Mitre y Puccini | 18 de septiembre | 15:00    |
| Guillermo Brown         | 0 - 1     | Deportivo Morón        | Raúl Conti                    | 18 de septiembre | 15:30    |
| San Telmo               | 0 - 0     | Defensores de Belgrano | Dr. Osvaldo Baletto           | 19 de septiembre | 15:00    |
| Independiente Rivadavia | 1 - 2     | Tristán Suárez         | Bautista Gargantini           | 19 de septiembre | 16:00    |
| Instituto               | 1 - 2     | All Boys               | Juan Domingo Perón            | 20 de septiembre | 15:30    |

| Fecha 27               | Fecha 27  | Fecha 27                | Fecha 27                      | Fecha 27         | Fecha 27 |
| Local                  | Resultado | Visitante               | Estadio                       | Fecha            | Hora     |
| ---------------------- | --------- | ----------------------- | ----------------------------- | ---------------- | -------- |
| Tristán Suárez         | 1 - 2     | Atlético de Rafaela     | 20 de Octubre                 | 25 de septiembre | 15:00    |
| Ramón Santamarina      | 0 - 2     | San Telmo               | Municipal General San Martín  | 25 de septiembre | 15:00    |
| Güemes (SdE)           | 1 - 0     | San Martín (SJ)         | Arturo Miranda                | 25 de septiembre | 15:00    |
| Ferro Carril Oeste     | 0 - 0     | Guillermo Brown         | Arquitecto Ricardo Etcheverri | 25 de septiembre | 15:30    |
| Almagro                | 1 - 2     | Villa Dálmine           | Tres de Febrero               | 25 de septiembre | 15:30    |
| Gimnasia y Esgrima (J) | 1 - 1     | Independiente Rivadavia | 23 de Agosto                  | 26 de septiembre | 15:00    |
| Instituto              | 1 - 0     | Barracas Central        | Juan Domingo Perón            | 26 de septiembre | 15:30    |
| Deportivo Morón        | 0 - 2     | Brown de Adrogué        | Nuevo Francisco Urbano        | 27 de septiembre | 21:30    |
| All Boys               | 2 - 0     | Defensores de Belgrano  | Islas Malvinas                | 28 de septiembre | 21:10    |

| Fecha 28                | Fecha 28  | Fecha 28               | Fecha 28                      | Fecha 28     | Fecha 28 |
| Local                   | Resultado | Visitante              | Estadio                       | Fecha        | Hora     |
| ----------------------- | --------- | ---------------------- | ----------------------------- | ------------ | -------- |
| San Telmo               | 2 - 1     | Almagro                | Dr. Osvaldo Baletto           | 1 de octubre | 15:30    |
| Villa Dálmine           | 2 - 1     | Güemes (SdE)           | El Coliseo de Mitre y Puccini | 1 de octubre | 17:10    |
| Atlético de Rafaela     | 2 - 0     | Gimnasia y Esgrima (J) | Nuevo Monumental              | 1 de octubre | 19:30    |
| Barracas Central        | 2 - 1     | All Boys               | Claudio Chiqui Tapia          | 2 de octubre | 11:30    |
| Guillermo Brown         | 0 - 0     | Tristán Suárez         | Raúl Conti                    | 2 de octubre | 16:00    |
| San Martín (SJ)         | 1 - 1     | Deportivo Morón        | Ingeniero Hilario Sánchez     | 2 de octubre | 17:00    |
| Independiente Rivadavia | 2 - 1     | Instituto              | Bautista Gargantini           | 3 de octubre | 11:00    |
| Brown de Adrogué        | 1 - 3     | Ferro Carril Oeste     | Lorenzo Arandilla             | 3 de octubre | 15:00    |
| Defensores de Belgrano  | 0 - 0     | Ramón Santamarina      | Juan Pasquale                 | 4 de octubre | 15:00    |

| Fecha 29               | Fecha 29  | Fecha 29                | Fecha 29                      | Fecha 29      | Fecha 29 |
| Local                  | Resultado | Visitante               | Estadio                       | Fecha         | Hora     |
| ---------------------- | --------- | ----------------------- | ----------------------------- | ------------- | -------- |
| Güemes (SdE)           | 1 - 1     | San Telmo               | Arturo Miranda                | 8 de octubre  | 17:10    |
| Instituto              | 2 - 1     | Atlético de Rafaela     | Juan Domingo Perón            | 8 de octubre  | 20:00    |
| Gimnasia y Esgrima (J) | 3 - 1     | Guillermo Brown         | 23 de Agosto                  | 9 de octubre  | 15:00    |
| Tristán Suárez         | 2 - 2     | Brown de Adrogué        | 20 de Octubre                 | 9 de octubre  | 15:00    |
| Deportivo Morón        | 0 - 2     | Villa Dálmine           | Nuevo Francisco Urbano        | 9 de octubre  | 15:30    |
| Barracas Central       | 1 - 3     | Independiente Rivadavia | Claudio Chiqui Tapia          | 9 de octubre  | 15:30    |
| Almagro                | 2 - 0     | Defensores de Belgrano  | Tres de Febrero               | 9 de octubre  | 16:00    |
| Ferro Carril Oeste     | 3 - 2     | San Martín (SJ)         | Arquitecto Ricardo Etcheverri | 11 de octubre | 15:30    |
| All Boys               | 0 - 0     | Ramón Santamarina       | Islas Malvinas                | 11 de octubre | 15:30    |

| Fecha 30                | Fecha 30  | Fecha 30               | Fecha 30                      | Fecha 30      | Fecha 30 |
| Local                   | Resultado | Visitante              | Estadio                       | Fecha         | Hora     |
| ----------------------- | --------- | ---------------------- | ----------------------------- | ------------- | -------- |
| Defensores de Belgrano  | 1 - 0     | Güemes (SdE)           | Juan Pasquale                 | 15 de octubre | 19:10    |
| Atlético de Rafaela     | 0 - 2     | Barracas Central       | Nuevo Monumental              | 15 de octubre | 21:10    |
| Brown de Adrogué        | 1 - 1     | Gimnasia y Esgrima (J) | Lorenzo Arandilla             | 16 de octubre | 15:00    |
| Ramón Santamarina       | 1 - 1     | Almagro                | Municipal General San Martín  | 16 de octubre | 16:00    |
| Independiente Rivadavia | 2 - 2     | All Boys               | Bautista Gargantini           | 17 de octubre | 16:00    |
| Guillermo Brown         | 1 - 1     | Instituto              | Raúl Conti                    | 17 de octubre | 16:00    |
| San Martín (SJ)         | 4 - 0     | Tristán Suárez         | Ingeniero Hilario Sánchez     | 17 de octubre | 16:00    |
| San Telmo               | 0 - 1     | Deportivo Morón        | Dr. Osvaldo Baletto           | 18 de octubre | 15:00    |
| Villa Dálmine           | 1 - 1     | Ferro Carril Oeste     | El Coliseo de Mitre y Puccini | 19 de octubre | 21:10    |

| Fecha 31                | Fecha 31  | Fecha 31               | Fecha 31                      | Fecha 31      | Fecha 31 |
| Local                   | Resultado | Visitante              | Estadio                       | Fecha         | Hora     |
| ----------------------- | --------- | ---------------------- | ----------------------------- | ------------- | -------- |
| Güemes (SdE)            | 3 - 0     | Ramón Santamarina      | Arturo Miranda                | 22 de octubre | 17:10    |
| Independiente Rivadavia | 3 - 2     | Atlético de Rafaela    | Bautista Gargantini           | 22 de octubre | 21:10    |
| Tristán Suárez          | 1 - 1     | Villa Dálmine          | 20 de Octubre                 | 23 de octubre | 13:00    |
| All Boys                | 1 - 1     | Almagro                | Islas Malvinas                | 23 de octubre | 15:30    |
| Barracas Central        | 0 - 0     | Guillermo Brown        | Claudio Chiqui Tapia          | 23 de octubre | 15:30    |
| Deportivo Morón         | 3 - 0     | Defensores de Belgrano | Nuevo Francisco Urbano        | 23 de octubre | 17:10    |
| Gimnasia y Esgrima (J)  | 1 - 0     | San Martín (SJ)        | 23 de Agosto                  | 24 de octubre | 15:30    |
| Instituto               | 2 - 2     | Brown de Adrogué       | Juan Domingo Perón            | 25 de octubre | 20:00    |
| Ferro Carril Oeste      | 6 - 0     | San Telmo              | Arquitecto Ricardo Etcheverri | 26 de octubre | 21:10    |

| Fecha 32               | Fecha 32  | Fecha 32                | Fecha 32                      | Fecha 32       | Fecha 32 |
| Local                  | Resultado | Visitante               | Estadio                       | Fecha          | Hora     |
| ---------------------- | --------- | ----------------------- | ----------------------------- | -------------- | -------- |
| Atlético de Rafaela    | 2 - 0     | All Boys                | Nuevo Monumental              | 29 de octubre  | 21:00    |
| Ramón Santamarina      | 2 - 0     | Deportivo Morón         | Municipal General San Martín  | 29 de octubre  | 21:10    |
| San Martín (SJ)        | 1 - 0     | Instituto               | Ingeniero Hilario Sánchez     | 30 de octubre  | 17:00    |
| Villa Dálmine          | 1 - 1     | Gimnasia y Esgrima (J)  | El Coliseo de Mitre y Puccini | 30 de octubre  | 17:15    |
| Brown de Adrogué       | 1 - 2     | Barracas Central        | Lorenzo Arandilla             | 31 de octubre  | 15:00    |
| San Telmo              | 0 - 1     | Tristán Suárez          | Dr. Osvaldo Baletto           | 31 de octubre  | 15:30    |
| Guillermo Brown        | 0 - 2     | Independiente Rivadavia | Raúl Conti                    | 31 de octubre  | 16:00    |
| Defensores de Belgrano | 0 - 2     | Ferro Carril Oeste      | Juan Pasquale                 | 31 de octubre  | 17:35    |
| Almagro                | 0 - 0     | Güemes (SdE)            | Tres de Febrero               | 1 de noviembre | 15:50    |

| Fecha 33                | Fecha 33  | Fecha 33               | Fecha 33                      | Fecha 33       | Fecha 33 |
| Local                   | Resultado | Visitante              | Estadio                       | Fecha          | Hora     |
| ----------------------- | --------- | ---------------------- | ----------------------------- | -------------- | -------- |
| Instituto               | 1 - 1     | Villa Dálmine          | Juan Domingo Perón            | 5 de noviembre | 20:30    |
| Atlético de Rafaela     | 0 - 1     | Guillermo Brown        | Nuevo Monumental              | 5 de noviembre | 21:00    |
| Tristán Suárez          | 0 - 0     | Defensores de Belgrano | 20 de Octubre                 | 6 de noviembre | 15:00    |
| Deportivo Morón         | 1 - 0     | Almagro                | Nuevo Francisco Urbano        | 6 de noviembre | 19:40    |
| All Boys                | 1 - 2     | Güemes (SdE)           | Islas Malvinas                | 6 de noviembre | 21:40    |
| Gimnasia y Esgrima (J)  | 2 - 1     | San Telmo              | 23 de Agosto                  | 7 de noviembre | 15:30    |
| Barracas Central        | 3 - 0     | San Martín (SJ)        | Claudio Chiqui Tapia          | 7 de noviembre | 15:40    |
| Ferro Carril Oeste      | 2 - 0     | Ramón Santamarina      | Arquitecto Ricardo Etcheverri | 8 de noviembre | 17:10    |
| Independiente Rivadavia | 2 - 1     | Brown de Adrogué       | Bautista Gargantini           | 8 de noviembre | 21:00    |

| Fecha 34               | Fecha 34  | Fecha 34                | Fecha 34                      | Fecha 34        | Fecha 34 |
| Local                  | Resultado | Visitante               | Estadio                       | Fecha           | Hora     |
| ---------------------- | --------- | ----------------------- | ----------------------------- | --------------- | -------- |
| Guillermo Brown        | 1 - 0     | All Boys                | Raúl Conti                    | 12 de noviembre | 16:00    |
| Brown de Adrogué       | 2 - 1     | Atlético de Rafaela     | Lorenzo Arandilla             | 15 de noviembre | 17:00    |
| San Martín (SJ)        | 0 - 1     | Independiente Rivadavia | Ingeniero Hilario Sánchez     | 15 de noviembre | 17:00    |
| Villa Dálmine          | 1 - 3     | Barracas Central        | El Coliseo de Mitre y Puccini | 15 de noviembre | 17:00    |
| San Telmo              | 0 - 1     | Instituto               | Dr. Osvaldo Baletto           | 15 de noviembre | 17:00    |
| Defensores de Belgrano | 0 - 1     | Gimnasia y Esgrima (J)  | Juan Pasquale                 | 15 de noviembre | 17:00    |
| Almagro                | 2 - 3     | Ferro Carril Oeste      | Tres de Febrero               | 15 de noviembre | 17:00    |
| Güemes (SdE)           | 1 - 2     | Deportivo Morón         | Arturo Miranda                | 15 de noviembre | 17:00    |
| Ramón Santamarina      | 0 - 0     | Tristán Suárez          | Municipal General San Martín  | 15 de noviembre | 17:00    |

| 1. |

## Final
Se disputó a un solo partido, en cancha neutral. El ganador se consagró campeón y ascendió a la Primera División. El perdedor pasó a las semifinales del Torneo reducido por el segundo ascenso.
| Tigre                                                            | 1 - 0 | Barracas Central | Florencio Sola | 22 de noviembre | 21:10 |
| Tigre obtuvo el título de campeón y ascendió a Primera División. |       |                  |                |                 |       |

## Torneo reducido por el segundo ascenso
Se disputó por eliminación directa, en tres etapas (primera fase, semifinales y final). Tuvo siete participantes: los tres mejor ubicados en la tabla final de cada zona, excluyendo a ambos finalistas del torneo, y el perdedor del partido final entre ellos.

### Cuadro de desarrollo
|  | Primera fase          | Primera fase            | Primera fase          | Primera fase          | Primera fase          |   |   | Semifinales          | Semifinales          | Semifinales          | Semifinales          | Semifinales          |  |   | Final            | Final           | Final           |  |
|  | 21 al 29 de noviembre | 21 al 29 de noviembre   | 21 al 29 de noviembre | 21 al 29 de noviembre | 21 al 29 de noviembre |   |   | 6 al 13 de diciembre | 6 al 13 de diciembre | 6 al 13 de diciembre | 6 al 13 de diciembre | 6 al 13 de diciembre |  |   | 21 de diciembre  | 21 de diciembre | 21 de diciembre |  |
|  |                       |                         |                       |                       |                       |   |   |                      |                      |                      |                      |                      |  |   |                  |                 |                 |  |
|  |                       |                         |                       |                       |                       |   |   |                      |                      |                      |                      |                      |  |   |                  |                 |                 |  |
|  |                       |                         |                       |                       |                       |   |   |                      |                      |                      |                      |                      |  |   |                  |                 |                 |  |
|  |                       |                         |                       |                       |                       |   |   |                      |                      |                      |                      |                      |  |   |                  |                 |                 |  |
|  |                       |                         |                       |                       |                       |   |   |                      |                      |                      |                      |                      |  |   |                  |                 |                 |  |
|  |                       | 1                       | Barracas Central      | 0                     | 3                     | 3 |   |                      |                      |                      |                      |                      |  |   |                  |                 |                 |  |
|  |                       |                         |                       |                       |                       | 3 |   |                      |                      |                      |                      |                      |  |   |                  |                 |                 |  |
|  |                       |                         | 4                     | Almirante Brown       | 0                     | 2 | 2 |                      |                      |                      |                      |                      |  |   |                  |                 |                 |  |
|  | 3.º-B                 | Almirante Brown         | 4                     | Almirante Brown       | 0                     | 2 | 2 | 1                    | 1                    | 2                    |                      |                      |  |   |                  |                 |                 |  |
|  | 3.º-B                 | Almirante Brown         |                       |                       |                       |   |   |                      |                      | 2                    |                      |                      |  |   |                  |                 |                 |  |
|  | 3.º-A                 | Independiente Rivadavia | 1                     | 0                     | 1                     |   |   |                      |                      |                      |                      |                      |  |   |                  |                 |                 |  |
|  | 3.º-A                 | Independiente Rivadavia | 1                     | 0                     | 1                     |   |   |                      |                      |                      |                      |                      |  | 1 | Barracas Central | 0 (5)           |                 |  |
|  |                       |                         |                       |                       |                       |   |   |                      |                      |                      |                      |                      |  | 1 | Barracas Central | 0 (5)           |                 |  |
|  |                       |                         | 2                     | Quilmes               | 0 (4)                 |   |   |                      |                      |                      |                      |                      |  |   |                  |                 |                 |  |
|  | 2.º-A                 | Quilmes                 | 2                     | Quilmes               | 0 (4)                 | 2 | 1 | 3 (5)                |                      |                      |                      |                      |  |   |                  |                 |                 |  |
|  | 2.º-A                 | Quilmes                 |                       |                       |                       |   |   |                      |                      |                      |                      |                      |  |   |                  |                 |                 |  |
|  | 4.º-B                 | Deportivo Morón         | 2                     | 1                     | 3 (4)                 |   |   |                      |                      |                      |                      |                      |  |   |                  |                 |                 |  |
|  | 4.º-B                 | Deportivo Morón         | 2                     | 1                     | 3 (4)                 |   | 2 | Quilmes              | 1                    | 1                    | 2                    |                      |  |   |                  |                 |                 |  |
|  |                       |                         |                       |                       |                       |   | 2 | Quilmes              | 1                    | 1                    | 2                    |                      |  |   |                  |                 |                 |  |
|  |                       |                         | 3                     | Ferro Carril Oeste    | 1                     | 0 | 1 |                      |                      |                      |                      |                      |  |   |                  |                 |                 |  |
|  | 2.º-B                 | Ferro Carril Oeste      | 3                     | Ferro Carril Oeste    | 1                     | 0 | 1 | 3                    | 0                    | 3                    |                      |                      |  |   |                  |                 |                 |  |
|  | 2.º-B                 | Ferro Carril Oeste      |                       |                       |                       |   |   |                      |                      | 3                    |                      |                      |  |   |                  |                 |                 |  |
|  | 4.º-A                 | San Martín (T)          | 1                     | 1                     | 2                     |   |   |                      |                      |                      |                      |                      |  |   |                  |                 |                 |  |
|  | 4.º-A                 | San Martín (T)          | 1                     | 1                     | 2                     |   |   |                      |                      |                      |                      |                      |  |   |                  |                 |                 |  |
|  |                       |                         |                       |                       |                       |   |   |                      |                      |                      |                      |                      |  |   |                  |                 |                 |  |

### Primera fase
La jugaron los seis equipos que ocuparon del segundo al cuarto puesto de cada zona. Se enfrentaron a doble partido los mejor contra los peor ubicados, sucesivamente. Actuó como local en el segundo encuentro el equipo mejor posicionado (en el caso del enfrentamiento de los dos terceros puestos fue local el de mejor desempeño). Si al término de la serie se encontraban empatados, tanto en puntos como en goles, se definió mediante tiros desde el punto penal. Los tres ganadores pasaron a las Semifinales.

#### Partidos
| 21 de noviembre, 19:15 | Deportivo Morón                     | 2:2 (1:1) | Quilmes                     | Estadio Nuevo Francisco Urbano, Morón |                           |
|                        | G. González 35' (pen.) · Levato 55' | Reporte   | Pons 17' (pen.) · Silva 68' | Árbitro(s): Darío Herrera             | Árbitro(s): Darío Herrera |

| 27 de noviembre, 19:10 | Quilmes                                             | 1:1 (1:1) (5:4 p.)         | Deportivo Morón                                           | Estadio Centenario Ciudad de Quilmes, Quilmes |                         |
|                        | Moreno 17'                                          | Reporte                    | Villalba 24'                                              | Árbitro(s): Ariel Penel                       | Árbitro(s): Ariel Penel |
|                        |                                                     | Tiros desde el punto penal |                                                           |                                               |                         |
|                        | Anselmo · Ortega · García Basso · Obregón · Barrios |                            | G. González · Bontempo · Schönfeld · Guaycochea · Abascia |                                               |                         |

| 22 de noviembre, 17:00 | Independiente Rivadavia | 1:1 (0:0) | Almirante Brown | Estadio Bautista Gargantini, Mendoza |                               |
|                        | Mayorga 64'             | Reporte   | Batallini 70'   | Árbitro(s): Yael Falcón Pérez        | Árbitro(s): Yael Falcón Pérez |

| 28 de noviembre, 20:00                                                                                 | Almirante Brown      | 1:0 (0:0) | Independiente Rivadavia | Estadio Fragata Sarmiento, San Justo |                          |
| | D. García 45' (pen.) | Reporte   |                         | Árbitro(s): Jorge Baliño             | Árbitro(s): Jorge Baliño |
| Suspendido por fallas en el sistema de iluminación. Se jugó el 29 de noviembre, a partir de las 17:00. |                      |           |                         |                                      |                          |

| 22 de noviembre, 19:05 | San Martín (T) | 1:3 (1:2) | Ferro Carril Oeste                        | Estadio La Ciudadela, San Miguel de Tucumán |                            |
|                        | Diarte 44'     | Reporte   | Molina 17' · B. Fernández 42' · Mosca 84' | Árbitro(s): Mauro Vigliano                  | Árbitro(s): Mauro Vigliano |

| 29 de noviembre, 21:10 | Ferro Carril Oeste | 0:1 (0:0) | San Martín (T)  | Estadio Arquitecto Ricardo Etcheverri, Buenos Aires |                               |
|                        |                    | Reporte   | Aleo 60' (a.g.) | Árbitro(s): Yael Falcón Pérez                       | Árbitro(s): Yael Falcón Pérez |

### Semifinales
Las jugaron los tres ganadores de la fase anterior, más el perdedor de la final. A los efectos del ordenamiento de los equipos se confeccionó una tabla general donde se ubicaron según su desempeño en cada una de las zonas. Se enfrentaron a doble partido los mejor contra los peor ubicados, sucesivamente (el 1.° con el 4.° y el 2.° con el 3.°). Fue local en el segundo encuentro el equipo mejor posicionado. Los dos ganadores pasaron a la final.

#### Tabla de ordenamiento
| Orden | Equipo             | Zona | Pos. | Ptos | J  | G  | E  | P | GF | GC | DG |
| ----- | ------------------ | ---- | ---- | ---- | -- | -- | -- | - | -- | -- | -- |
| 1     | Barracas Central   | B    | 1.°  | 58   | 34 | 15 | 13 | 6 | 43 | 33 | 10 |
| 2     | Quilmes            | A    | 2.°  | 59   | 32 | 17 | 8  | 7 | 45 | 31 | 14 |
| 3     | Ferro Carril Oeste | B    | 2.°  | 57   | 34 | 15 | 12 | 7 | 49 | 28 | 21 |
| 4     | Almirante Brown    | A    | 3.°  | 59   | 32 | 17 | 8  | 7 | 40 | 32 | 8  |

#### Partidos
| 6 de diciembre, 17:00 | Almirante Brown | 0:0     | Barracas Central | Estadio Fragata Sarmiento, San Justo |                                |
|                       |                 | Reporte |                  | Árbitro(s): Leandro Rey Hilfer       | Árbitro(s): Leandro Rey Hilfer |

| 13 de diciembre, 17:00 | Barracas Central                    | 3:2 (3:0) | Almirante Brown          | Estadio Claudio Chiqui Tapia, Buenos Aires |                           |
|                        | Paz 26' · Cabrera 30' · Colitto 42' | Reporte   | Chimeli 78' · Guzmán 82' | Árbitro(s): Andrés Merlos                  | Árbitro(s): Andrés Merlos |

| 6 de diciembre, 21:10 | Ferro Carril Oeste    | 1:1 (0:0) | Quilmes    | Estadio Arquitecto Ricardo Etcheverri, Buenos Aires |                              |
|                       | P. Barrios 47' (a.g.) | Reporte   | Pavone 54' | Árbitro(s): Pablo Echavarría                        | Árbitro(s): Pablo Echavarría |

| 13 de diciembre, 21:10 | Quilmes            | 1:0 (0:0) | Ferro Carril Oeste | Estadio Centenario Ciudad de Quilmes, Quilmes |                              |
|                        | Anselmo 76' (pen.) | Reporte   |                    | Árbitro(s): Nicolás Lamolina                  | Árbitro(s): Nicolás Lamolina |

### Final
La jugaron los dos ganadores de las semifinales, a un solo partido en cancha neutral. Se definió por tiros desde el punto penal. El vencedor logró el segundo ascenso.
| 21 de diciembre, 20:10                        | Barracas Central                                  | 0:0 (5:4 p.)               | Quilmes                                               | Estadio Presidente Perón, Avellaneda |                           |
|                                               |                                                   | Reporte                    |                                                       | Árbitro(s): Darío Herrera            | Árbitro(s): Darío Herrera |
|                                               |                                                   | Tiros desde el punto penal |                                                       |                                      |                           |
|                                               | Tapia · Colitto · Estigarribia · Paz · Valenzuela |                            | Anselmo · Ortega · García Basso · Moreno · R. Barrios |                                      |                           |
| Barracas Central ascendió a Primera División. |                                                   |                            |                                                       |                                      |                           |

## Goleadores
| Jugador          | Equipo              | Goles | Jugada | Cabeza | T. libre | Penal |
| ---------------- | ------------------- | ----- | ------ | ------ | -------- | ----- |
| Pablo Magnín     | Tigre               | 22    | 12     | 3      | 0        | 7     |
| Pablo Vegetti    | Belgrano            | 17    | 14     | 0      | 0        | 3     |
| Facundo Bruera   | Brown de Adrogué    | 16    | 11     | 3      | 0        | 2     |
| Brian Fernández  | Ferro Carril Oeste  | 14    | 13     | 0      | 0        | 1     |
| Claudio Bieler   | Atlético de Rafaela | 13    | 9      | 1      | 0        | 3     |
| Nicolás Servetto | Almagro             | 13    | 11     | 2      | 0        | 0     |